# 미술사 연표
다음은 미술사에서 의미가 있는 사실들을 연도순으로 정리한 것이다.

## 기원전 3500년경 ~기원전 500년
| 연 대       | 서 양 | 연 대       | 동 양 |
| ----------- | --- | ----------- | --- |
| B.C. 3500경 | <이집트> 히에라콘폴리스의 벽화 <수메르> 지그라트상(上)의 흰 신전(바르카, ∼3000경) | B.C. 3500경 | <페르시아> 채색토기의 문화(4000∼)                                                                            |
| 3000경      | <이집트> 나르메르왕(王)의 팔레트(히에라콘폴리스 출토, 이집트 미술관) | 3000경      | <인도> 모헨조다로, 하라파의 여러 유적(인더스 문명의 시작∼2000)                                               |
| 2750경      | <이집트> 제세르왕(王)의 계단식 피라미드(사카라) |             | |
| 2600경      | <수메르> 텔 아스마르의 아브 신전 출토의 조상(이락 미술관, ∼2500경) | 2600경      | <페르시아> 사프르의 아느바나니왕(王)의 비(碑)                                                                |
| 2500경      | <이집트> 기자의 피라미드(群) 기자의 대(大)스핑크스 |             | |
| 2300경      | <이집트> 서기좌상(書記坐像 루브르미술관) 키클라데스 미술(∼1100경) <수메르> 아카드왕(王)의 두부(頭部：이락 미술관) <수메르> 나람 신의 승리의 기념비(루브르미술관, ∼2230경)                                                              | 2300경      | <페르시아> 2400경, 크란군의 마애부조(磨崖浮彫) <중국> 채도문화(彩陶文化) 번창하다(河南·仰韶村의 유적 외)     |
| 1800경      | <영국> 솔즈베리의 스톤헨지(∼1400경) |             | |
| 1760경      | <수메르> 함무라비 법전비(루브르미술관) | 1760경      | <중국> 흑도문화(黑陶文化) 번창하다(山東·歷城·龍山 鎭城子崖의 유적 외)                                        |
| 1500경      | <이집트> 카르나크의 아몬 신전 <에게해> 코노소스의 미노스 궁전 바피오의 잔(아테네 국립미술관) | 1500경      | <중국> 1600경, 청동기·백도(白陶) 제작이 왕성(河南·安陽縣의 유적 외)                                          |
| 1400경      | <프랑스> 카르나크의 돌멘 <이집트> 멤논의 거상(巨像：테베) <앗시리아> 아나톨리아의 사자문(보가즈키요이) <에게해> 크레타의 파리젠느의 벽화(칸디아 박물관) <이집트> 투탕카멘의 궤 장식화(櫃裝飾畵), 관 뚜껑(이집트 미술관)                |             | |
| 1350경      | <이집트> 카르나크의 아몬 신전의 오벨리스크 아브 심벨의 신전 |             | |
| 1300경      | <에게해> 아트레우스의 보고(미케네, ∼1250경) | 1300경      | <중국> 서주(西周)의 유적(陜西·西安·普渡村의 유적 외)                                                         |
| 1100경      | 그리스 미술의 형성기(∼700)기하학 무늬의 호화(壺畵)가 유행하다. | 1100경      | <페르시아> 1200경 루리스탄 청동기 문화                                                                       |
| 800경       | 에트루리아 미술의 활동 시작(750경) |             | |
| 700경       | <그리스> 디퓌론의 항아리(뉴욕 메트로폴리탄 미술관) | 700경       | <중국> 춘추의 유적(河南, 屬縣白沙鎭의 유적 외)                                                               |
| 650경       | <앗시리아> 빈사의 라이온(런던 대영박물관) |             | |
| 625경       | <그리스> 아르카이크기(∼484경) |             | |
| 600경       | | 600경       | <중국> 600경, 철기시대로 들어가다. <페르시아> 600경 다 우 두프탈의 왕묘                                      |
| 570경       | 아르테미스 신전 |             | |
| 540경       | <그리스> 송아지를 둘러 멘 남자(아크로폴리스미술관). 이 무렵 사모스파(派：테오도로스 등) 활약. 크레타의 조각가 뒤포이노스 활약 | 540경       | <페르시아> 베히스툰의 마애 기념비, 페르세폴리스의 여러 유적(520경 착공, 크세르크세스의 門·궁전·부조·조각 등) |
| 500경       | <그리스> 에크세키아스 필(筆) 『배에 탄 디오니소스』(黑畵式 퀴릭스, 뮌헨, 고대미술관) <에트루리아> 체르베테리 출토의 도관(陶棺). 베이이의 아폴론 신전(테라코타의 아폴론상－빌라 주리아 국립미술관). 수이리상(牡狼像：카피톨리노 미술관) |             | |

## 기원전 499년~기원전 105년경
| 연 대 | 서 양 | 연 대                                                | 동 양 | 연 대 | 한 국 |
| B.C. 490경 495경 470경 460경 456경 450경 440경 437경 432경 423경 421경 410경 390경 359경 350경 340경 320경 300경 250경 230경 200경 159경 150경 105경 | <그리스> 도우리스 필 「에오스와 멤논」(赤畵式 퀴릭스, 루브르) 타소스섬(島)의 화가 폴리그노토스 아테네에서 활약(∼447) 루드비시 왕좌(王座)의 측면 릴리프(로마 국립미술관) <그리스> 포세이돈의 신전 <그리스> 올림피아의 제우스 신전 <그리스> 미론 작(作) 「원반을 던지는 사람」, 피디아스 작 「아테나 파르테노스」 이 세기의 후반 아테네 화가 파나이노스, 미콘, 사미얀의 화가 아가타르코스, 아테네의 조각가 아르카메네스 및 건축가 므네시크레스 활약 <그리스> 폴리클레이토스 작 「창을 짊어진 사나이」 빈사의 니오베의 딸(로마, 테르메 미술관) <그리스> 아크로폴리스의 프로필라이아 <그리스> 파르테논 신전 완성 <그리스> 이 무렵 화가 팔라시오스 아테네에서 활약(∼390) <그리스> 에렉테이온 신전(∼405) <그리스> 니케의 신전, 헤게소의 묘비(아테네 국립미술관) 이 세기말 화가 아폴로도로스, 조각가 아타노도로스, 조각가 크레시라스 활약 <그리스> 오로라 화가 작 「페레우스와 티티스」(로마 빌라 주리아 미술관) <그리스> 스코파스 작 「그리스인과 아마존의 싸움」(대영박물관) <그리스> 프락시텔레스 작 「크니도스의 아프로디테」(바티칸 미술관) 할리카르나소스의 마우솔레움의 프리즈, 테베 아티카화(畵)파 융성하게 되다. <그리스> 크니도스 출토 「탄식하는 데메테르」(런던 대영박물관) <그리스> 프락시텔레스 작 「헤르메스」(올림피아 미술관) <그리스> 시키온의 에우티키데스, 리시포스의 문하에서 배우고 활약하다. <그리스> 페르가몬파(派)에 의한 「갈리아인과 그의 아내」(로마 국립 미술관) <그리스> 빈사의 골 인(人)(로마 데르메미술관)의 청동 원작(∼220) <그리스> 「사모트라케의 니케」(루브르 미술관, ∼190) <그리스> 페르가몬 대제단(大祭壇)(베를린 국립미술관) <그리스> 아폴로니오스와 형 타우리스코스 합작 「파르네제의 황소」(나폴리 국립미술관), 밀로의 비너스(루브르 미술관, ∼50) <로마> 포르투나 뷔리리스의 신전 <로마> 폼페이의 바실리카, 이시스의 신전 | B.C. 490경 450경 421경 410경 300경 200경 159경 150경 | <페르시아> 나크시 이 루스탐의 마애왕묘 <스키타이> 동물 의장의 금속 공예문화(체르토르무이크 高塚) <페르시아> 수사의 유적(부조 벽돌·기와 등) <몽골> 오르도스 청동기 문화 <중국> 전국(戰國)의 유적(洛陽郊外 金村 외) 동경형식(銅鏡形式)의 성립기 옥기(玉器)·패옥(佩玉) 등 우미 <인도> 이 무렵 아소카왕(王) 석주(石柱)를 세우다. <중국> 210년 시황제를 여산(驪山)에서 장사 지냄 <인도> 바르프트의 불탑지(佛塔趾), 난순(欄楯)과 그 부조 <인도> 산치 제2탑, 난순과 그 부조 완성 <중국> 117년경 작거병묘(곽去病墓)·석마(石馬)·석우(石牛) 등(狹西) <몽골> 이 무렵 흉노(匈奴)의 노인 우라 문화시대 |       |       |

## 기원전 105년경 ~500년
| 연 대                                                                                              | 서 양 | 연 대                                                                       | 동 양 | 연 대                                                                             | 한 국 |
| B.C. 105경 70경 60경 50경 20경 13경 9 A.D. 50 72 81 90 106 136 161 200 242 310 333 359 390 430 500 | (폼페이) <로마> 폼페이의 원형극장 <로마> 비의장(秘儀莊)의 벽화(폼페이) <그리스> 하게산도로스, 아테노도로스, 폴리도로스 합작 「라오콘 군상(群像)」(로마 바티칸 미술관) <로마> 보스코레아레의 미라의 벽화 <그리스> 에페소스의 조각가 아가시아스 활약 <로마> 「프리마포르타의 아우구스투스」(로마 바티칸 미술관) <로마> 비트루비우스 「건축론」 아라파키스의 릴리프(로마, ∼9) <로마> 아우구스투스의 기념문 <로마> 폼페이 출토의 「잇소스의 싸움」 헤라크라네움 출토 「복숭아와 유리항아리」의 벽화(나폴리 국립미술관) <로마> 콜로세움(∼80) <로마> 티투스의 전승 기념문 이 무렵 <로마> 귀부인의 초상 <로마 카피톨리노 미술관> 이 무렵 <로마> 트라야누스제상(帝像)(오스티아 미술관) <로마> 판테온(125∼) <로마> 하드리아누스제(帝)의 영묘(靈廟) <로마> 마르쿠스 아우렐리우스 기마상(로마 캄피돌리노 광장) <로마> 카라칼라 욕장 <로마> 이 세기의 후반, 프론티누스상(像)이라 추정되는 초상두부(肖像頭部；오스티아 미술관) 콘스탄티누스의 바실리카(로마, ∼320) 산 피에트로 구사(舊寺)(바실리카式 聖堂：로마) 착공 유니우스 바수스의 석관(石棺：로마 산 피에트로 대성당의 지하 묘소) 바쿠스의 무녀(巫女, 象牙彫)(런던 빅토리아 앨버트 미술관) 이 무렵 산타 마리아 마조레 성당(로마)의 모자이크 이 세기 후반 성 게오르기오스사(寺)(살로니카)의 원개(圓蓋) 모자이크 이 세기 전반 천사 마카엘의 상아조(象牙彫, 런던 대영박물관)·화엽문(花葉紋), 철직(綴織, 코프트), 십자가(에마이유), 빈의 창세기의 미니어처(빈 국립도서관) | B.C. 105경 50경 20경 9 A.D. 50 72 81 90 106 161 242 310 333 359 390 430 500 | <중국> 수(繡)·금(錦)·나(羅)·기(綺) 등(북몽골 노인 우라 출토, ∼A.D.100년, 레닌그라드 에르미타주 박물관) 칠렴(漆렴：山西懷安 漢墓出土) <페르시아> 미트라다테스 2세의 부조(베히스툰) <인도> 이 무렵 아마라바티의 부조 <중국> 재명동초두(在銘銅초斗：樂浪 出土) <중국> 재명금동구칠반(在銘金銅구漆盤：樂浪石巖里丙墳) <페르시아> 하트라의 유적(기원 1∼2세기경 번창) <인도> 카루리의 굴원(窟院) <페르시아> 이 무렵 베히스툰의 마애 기념비 <중국> 채륜(蔡倫), 제지법을 발명 <중국> 147년 무씨사석실(武氏祠石室), 화상석(畵象石)·석궐(石闕)·석사(石獅(山東·嘉祥) <인도> 1∼2세기경 간다라 미술 융성. 아리 마스지트의 탑기단(塔基壇), 토프 다라 탑기단 카니슈카왕(王) 사리기(舍利器), 부조·입상, 그 밖에 유품 다수. 이 무렵 마투라파(派)의 미술도 전성 <중국> 72년, 곡랑비(谷郞碑)(湖南省·來陽縣) <중국> 338년, 건무(建武)4년 재명(在銘) 「금동불좌상」 <중국> 366년 돈황(敦惶)의 석굴을 개굴(開掘) <인도> 이 무렵 아잔타, 엘로라 등 석굴사원을 개굴 <중국> 391년 재명 「신수경(神獸鏡)」(도쿄 국립박물관) <중국> 이무렵 윈강(雲崗)의 석굴을 개굴 <중국> 이 무렵 룽먼의 석굴을 개굴 <실론> 470년경, 시기리야 벽화 <인도> 457년 이후, 바미안의 벽화 <페르시아> 이 무렵 사산조(朝)의 미술발달 <중국> 518년 숙수묘(肅秀墓)의 석각(石刻) 등(南京) | B.C. 37 32 18 11 6 A.D. 3 4 20 87 101 132 198 199 210 300 342 350 392 451 463 500 | <고구려> 성곽·궁실 <신라> 궁실(金城) <신라> 이궁(骨馴)을 조영 <백제> 마수성 병산책(馬首城甁山柵) <백제> 성궐(城闕) <고구려> 궁내성 천도. 위야암성(尉耶巖城) <신라> 혁거세사능(慶北慶州市) <고구려> 동명왕묘 <신라> 가소(加召)·마두성(馬頭城) <신라> 월성(月城；周 1,023步), 신월성 동유명활성(新月城東有明活城；周 1,906步), 신월성 남유명산성(新月城南有南山城；周 2,804步) <백제> 북한산성(北漢山城) <고구려> 환도성(丸都城) <고구려> 가라：수로왕릉(金海) <백제> 적현(赤峴)·사도성(沙道城) <고구려> 300∼500) 무용총(舞踊塚). 각저총(通溝) <고구려> 국내성(國內城) <신라> (∼450). 금제보관·장신구(국립박물관, 慶州金冠塚出土) <고구려> (392∼412) 국운운명토기(國云云銘土器, 慶州 壺杆塚出土, 국립박물관) <고구려> 동일산리묘현실벽화(東日山里墓玄室壁畵, 平南大同郡) <신라> 백제：화공 인사라아(因斯羅我)도왜(渡倭) <고구려>(∼550). 사신총(四神塚). 제17호분(通溝) 쌍영총·안성동대총(平南龍岡郡), (∼650). 부동명왕릉 성내벽화고분(平南中和郡) |

## 500년~1125년
| 연 대                                                                                                | 서 양 | 연 대                                                 | 동 양 | 연 대                                                                                        | 한 국 |
| 532 533 575 580 700 786 792 800 820 855 870 900 910 975 1000 15 50 53 60 63 73 80 90 93 95 1110 1117 | 하기아 소피아 사원(이스탄불) 생트 아폴리나레 인 클라세 사원, 라벤나(∼549) 이 무렵 이시타르문(門)(바빌론)의 건설(同復元은 현재 베를린 국립미술관) 『롯사노의 복음서』의 삽화(586),『라블레의 복음서』의 삽화 이 무렵『에히테르나흐의 복음서』의 삽화(파리 국립도서관) 코르도바의 모스크 카를 대제의 궁전 예배당(아헨 대성당, ∼805) 이 무렵 카롤링조(朝) 미술 최성기 『위트레흐트 시편』의 삽화(위트레흐트 대학 도서관) 고르바이이 수도원(북서독일) 건설(∼873) 『린다우서의 복음서』의 표지장정(뉴욕, 피아폰드 모르건 도서관) 이 무렵 「마리아 승천과 갈루스 전설」(象牙板, 잔크트 갈렌) 클뤼니 수도원(부르고뉴) 건설 「대사교 겔로의 그리스도 책형상(책刑像)」(木彫)(쾰른 대성당, ∼1000경) 하인리히 2세의 제단 부조(파리 클뤼니 미술관) 이 무렵 『오토 3세 복음서의 삽화』(바이에른 국립도서관) 이 무렵 오토조(朝) 미술 최성기 이해 이후의 제작 「사교 이마도의 마돈나(木彫)」(파데르보른 미술관) 피사 대성당(∼1272 착공) 피렌체의 세례당(∼1150경 착공) 산 마르코 대성당(베네치아) 착공 「바이유의 태피스트리」(바이유 시청사, 1083?) 산 세르낭 사원(툴루즈) 착공(∼1120?) 산 세르낭 사원(툴루주)의 「사도」 외 릴리프 다람 대성당(스코틀랜드 국경) 착공(∼1130?) 이 세기 마지막 무렵 산타브로조 사원(밀라노) 착공 이 무렵 산 사반 쉬르 가르탐프 사원의 내진(內陣)·신랑(身廊) 등 착공 이 세기 전반 산 사반 쉬르 가르탐프 사원의 신랑궁륭(身廊穹륭)의 벽화 산 피에르 사원(모아사크) 남문(南門) 입구의 동쪽 벽 「성고(聖告)」 외 릴리프 유이의 르니에 작 「세례반(洗禮盤)」(리에주의 산 바르텔미사원, ∼18) | 532 600 700 792 800 820 870 889 1000 15 60 73 93 1110 | (테시폰 그 밖의 궁전이나 배화사원(拜火寺院)의 유적, 부조, 금속공예, 에마이유의 예술. 玉石공예 따위 유품 다수) <페르시아> 카스르 이 실린의 유지(遺址) <티베트> 이 무렵 티베트 문자 창조 <서역> 4∼7세기, 키질 석굴 벽화 <중국> 759년, 화가 왕유(王維) 죽다. <페르시아> 바그다드기 조영(造營) 이룩되다. <중국> 당대(唐代)의 도기(陶器)에 당삼채(唐三彩)가 있다. <사라센> 832년, 그리스 문화 이입 <서역> 7∼10세기, 소그드인(人)의 미술활동이 일어나다. <캄보디아> 9세기 후반, 앙코르 톰을 창설 <요(療)> 거란 문자를 창성하다. <중국> 이 무렵, 비래봉 옥유동 나한(飛來峰玉乳洞羅漢)(杭州) <거란> 12년 봉국사(奉國寺) 대웅전(大雄殿)과 그 안의 7대불(七大佛), 협시(脇侍), 신장소상(神將塑像)(滿洲義縣) <서역> 이 무렵 서하(西夏) 문자를 창제함 <중국> 송대의 화가 황거심(黃居審), 고문사(高文士), 동우미불(董羽米불), 이용면(李龍眠), 마화지(馬和之), 하규(夏珪), 양해(梁楷), 목계(牧溪) 등이 있다. <중국> 소식, 이백선 시권(李白仙詩卷) <중국> 1101년 서예가 소동파(蘇東坡), 1105년 서예가 황산곡(黃山谷) 죽다. <중국> 휘종(徽宗)의 보호로 화원(畵院)의 전성기를 맞다. <캄보디아> 1112년 앙코르 와트 착공 | 500 535 538 554 568 589 591 599 800 801 835 889 892 918 935 954 1011 51 82 91 1105 1111 1125 | ·소묘(小墓：平南江西郡)·사신총·부부총·개마총(平南大同郡).(∼600)보살니상(平原郡元五里廢寺址出土) <백제>(∼650). 금동보살입상·납석불좌상(扶餘邑 軍守里寺址出土, 국립박물관). 백제마애삼존불(忠南瑞山郡泰安面). (∼600)금동여래입상(忠南公州西穴寺址出土, 부여박물관) <신라> 불국사 중수 <백제> 송산리 고분벽화(忠南 公州) <신라> 진흥왕 순수비(北漢山 碑峰) <신라> 황초령 진흥왕 순수비(黃草嶺眞興王巡狩碑, 咸南摩雲嶺) <고구려> 우현리 삼묘(遇賢里三墓, 平南江西郡) <신라> 남산신성비(南山新城碑) 4점(慶北 경주박물관) (金銅釋迦如來光背, 국립박물관) <고구려> 연가칠년명(延嘉七年銘) 금동여래입상(539∼599)(慶南宜寧出土, 국립박물관) <통일신라> 청동약사여래입상(靑銅藥師如來立像)(∼800) 양각보살좌상(陽刻菩薩坐像, 慶北月城郡入室驛) 방어산마애삼존불→석각기명(石刻記銘, 慶南咸安郡郡北面) 범어사(梵魚寺)→삼층석탑(慶南 東萊郡), 흥덕왕릉 석인(石人) 석사(石獅)·십이지상(十二支像) 불국사 중수 후백제 건국 고려 건국 신라 멸망 태자사 낭공대사 백월서운탑비(太子寺郎空大師白月栖雲塔碑)→김생서자집각(金生書字集刻)(慶北 奉化郡, 現국립박물관 대장경 조판(彫版) 시작(11대 문종까지 60여 년간) 유방헌묘지(柳邦憲墓誌)(開城, 現국립박물관) 만복사(萬福寺, 全北 南原邑)(∼1082). 삼천사대지국사비(三川寺大智國師碑) 국자감 벽→72현상 남경 개창도감(南京開倉都監) 금산사혜덕왕사비(金山寺慧德王師碑) 영통사 대각국사비(金富軾撰), 반야사 원경왕사비 |

## 1130년~1302년
| 연 대 | 서 양 | 연 대                                                                 | 동 양 | 연 대                                                                                          | 한 국 |
| 1130 1137 1145 1163 1175 1180 1181 1194 1215 1220 1230 1232 1240 1248 1250 1251 1259 1266 1280 1284 1295 1296 1298 1300 1302 | 이 무렵 오탄 대성당의 서쪽 문 입구 팀파눔의 릴리프(「최후의 심판」 ∼35경) 고딕 양식 시작 생 드니 수도원 원장 쉬제르의 플랜으로 재건에 착공(∼1144) 샤르트르대성당의 서문 입구의 장식(∼1170) 파리의 노트르담사원 착공(∼1200?) 캔터버리 대성당 기공 베네딕트 안테라미 작 「다비드왕(王)」 「피덴차 대성당」 (西正面, ∼1190?) 베르당의 니콜라 작 「크로스타노이부르크 수도원 제단의 조금(彫金) 에마이유 식판(飾板)」 이 세기의 후반 산 지르 뒤 가르사(寺)의 중앙문 입구의 북쪽 벽부조 이 세기부터 13세기 초에 걸쳐서 「보름스 대성당」조영 샤르트르 대성당의 남유랑문(南釉廊門)입구의 측면 조상(∼1220) 이 무렵 부르지 대성당의 스테인드 글라스 창(「하박쿡」) 스트라스부르크 대성당의 남유랑문 입구 팀파눔(「성모의 죽음」) 니콜라 피사노(1220∼1284) 탄생 이 무렵 「하인리히 사자공 부처 묘비상」(브라운시바이크) 이 무렵 아르놀포 디 캄비오(∼1300경) 출생 건축가 브이야르 드 오느크르의 「노트」 쾰른 대성당 기공 이 무렵 조반니 피사노 출생 「그리스도의 책형(책刑)」「유다의 키스」「에케하르트와 우타」(나움부르크 대성당> 이 세기의 전반 「아름다운 신(神)」(아미앵 대성당) 이 무렵 랭스 대성당의 서쪽 내벽 「아브라함과 멜키제데크」군상(群像) 니콜로 피자노 작 「피사 세례당의 설교단」 조토 디 본도네(∼1337) 출생 조반니 피사노, 시에나 대성당의 파사드를 만들다. 치마부에 작 「옥좌의 송모자」(板畵, ∼1290) 시모네 마르티니(∼1344) 탄생 이 무렵 산타 크로체사(寺)(피렌체) 기공(∼1442) 화가 오노레 작 「필립 르 벨의 기도서」 이 무렵 산타 크로체 사원(피렌체) 기공(∼1442) 아르놀포디 캄비오 설계 「피렌체대성당」기공 아르놀포 디 캄비오 설계 「팔라치오 베키오」기공 14세기 초기 「파리의 성모자상」(노트르담) 이 무렵 독일에서 「피에타」(木彫, 빈 미술관), 「책형상(책刑像)」(木彫, 쾰른 성마리아 수도원) 등의 「기도상(像)」 유행 조반니 파사노 작 「피사 대성당의 설교단」(∼1310) | 1130 1137 1145 1163 1180 1194 1220 1230 1250 1251 1266 1280 1295 1302 | <금(金)> 1119년, 여진 문자를 창제 <중국> 수무요 녹유시문도침(修武窯綠釉詩文陶枕) <중국> 보은사 삼성전(普恩寺 三聖殿) 삼존불(山西) <실론> 포론나르와 유지(遺址) 벽화, 시바교(敎)의 청동상 외 <중국> 82년, 정요백자 윤화명(定窯白磁輪花皿) <인도> 크투브의 모스크(寺院)의 유구(遺構) <중국> 이적(李迪) 「홍백부용도(紅白芙容圖)」「보살입상」(木彫, 온타리오 미술관) <페르시아> 바그다드파(派)의 미니어처가융성하다. <중국> 송대의 공예로서 구워낸 것으로는 하북(河北)의 정요(定窯)의 백자, 하남의 여요(汝窯)의 청자, 그 밖에 균요(均窯) 용천요(龍泉窯)·건요(建窯)·자주요(磁州窯) <중국> 49년, 서예가 무준 사범(無準師範；禪僧)죽음 <중국> 54년 마린(馬麟) 「석양산수도(夕陽山水圖)」 <몽고> 69년, 판파 문자를 창제 <중국> 79년, 묘응사(妙應寺) 백탑(北京)건립 <인도> 이 무렵 코나라크의 스르야 사당 <중국> 자수 양류 관음도(刺繡楊柳觀音圖), 무주자(無住子)「조양(朝陽)·대월(對月)」을 그림 <중국> 소림사(小林寺) 고루(鼓樓, 河南登封) | 1141 1145 1148 1166 1172 1190 1196 1224 1229 1232 1237 1258 1261 1280 1283 1291 1297 1298 1302 | 흥왕사 원명국사묘지(圓明國師墓誌) 쓰여지다. 김부식 찬, 삼국사기(三國史記) 고려지도(高麗地圖) 그려지다. 동불(銅佛) 40상(像) 주조 불국사 비로전(毘盧殿)·극락전. 단속사대감국사비(斷俗寺大鑑國師碑) 흥교사충희선사비(興敎寺沖曦禪師碑) <고려> 봉정사 대웅전 관음상 보경사원진국사비(寶鏡寺圓眞國師碑) 화장사 정각국사탑비(華藏寺靜覺國師塔碑) 궁궐(江華) 고려대장경판 판각(板刻) 착수 126년 만에 8만대장경 완수(현재 해인사 소장) 청자상감삼궁명 국화문석채(靑磁象嵌三宮銘菊花文花石菜)가 구워지다. 신유명당초문수주(辛酉銘唐草紋水注)가 구워지다. 청자상감순마명(靑磁象嵌巡馬銘)이 구워지다. 현화사 불전 남계 왕륜사 석탑(南溪院 王輪寺 石塔) 요동수정도(療東水程圖)를 그리다. 금화옹기(金畵甕器)를 원에 수출 동화사 홍진국존비(桐華寺 弘眞國尊碑) 남계원지(南溪院址)석탑내묘법연화경칠책(石塔內妙法蓮華經七冊) |

## 1305년~1416년
| 연 대 | 서 양 | 연 대                                                                                | 동 양 | 연 대 | 한 국 |
| 1305 1308 1310 1315 1320 1330 1338 1340 1350 1354 1355 1361 1364 1365 1370 1378 1380 1384 1386 1387 1394 1395 1397 1401 1405 1406 1410 1415 1416 | 조토 작 「파드바의 스크로베니가(家) 예배당의 프레스코」(∼1306) 둣치오 작 「제단화 마에스터」(시에나 대성당 부속 도서관, ∼1311) 이 무렵부터 시에나파(派)의 화가 활약하기 시작 조토 작 「옥좌의 성모자」(우피치 미술관) 오르비에트 대성당 기공 조반니 피사노 작 「성모자」(플라토 대성당) 로렌초 마이타니 작 「최후의 심판」(오르비에트 대성당) 칸 그란테 델라 스칼라 묘묘(墓廟)의 기마상(베로나 박물관) 암브로조 로렌체티 작 「팔라치오 프브리코(시에나)의 프레스코, 선정(善政)과 악정」(∼1340) 이 무렵 시모네 마르티니 작 「십자가 짊어지기」(板畵, 루브르 미술관) 보헤미아의 화가 작 「성모의 죽음」(板畵, 보스턴 미술관, ∼1360) 알함브라 궁전(獅子의 中庭)기공(∼1391) 프란체스코 트라이니 작 「피사의 칸포 산트의 프레스코(죽음의 승리)」 뉘른베르크의 성 제바르두스 사원 할렌키르헤 착공(∼1372) 이 무렵 야콥 델라 퀘르치아(∼1438) 탄생 조반니 다 밀라노 작 「피에타」(板畵, 피렌체 아카데미아) 이해 이전 잔틸레 다 파블리아노(∼1427) 탄생 로렌초 기베르티(∼1455) 탄생 『벤첼왕(王)성서』(빈 국립도서관,∼1490) 마조리노 다 파니카레(∼1435 이후) 탄생 밀라노 대성당 기공 이 무렵 도나텔로(∼1466) 탄생 프라 안젤리코(∼1455) 출생 야코페르와 피에르파올로 달레 마세뉴 작 「산 마르코의 내진(內陣) 장벽(障壁)」 이해 이전 피사넬로(∼1455) 탄생 클라우스 스뤼텔 작 「모제의 우물」(샤르틀즈 드 샨모르) 이 세기 마지막부터 15세기 초에 걸쳐서 울름 성당 조영 피렌체에서 고대부흥(르네상스)의 기운 일어남 기베르티, 피렌체 세례당 북쪽 문의 제작자가 되다. 23년 『그리스도전(傳)』을 테마로 하는 부조 제작에 착수하고 24년 이를 완성 이 무렵 클라우스 스뤼텔, 디종에서 죽음 프라 필리포 리피(∼1469) 출생 랭부르 형제, 베리공(公)의 대(大)기도서의 미니어처를 그림(∼1416) 반 에이크 「트리노 기도서」미니어처 도나텔로, 오르 산 미케레에 「성 조르조」 | 1308 1310 1320 1338 1340 1354 1355 1364 1365 1370 1384 1394 1395 1401 1405 1410 1416 | <중국> 동암정일 묵적(東岩淨日墨蹟), 사상(師당)묵적(도쿄 국립박물관) <페르시아> 「마호메트의 두 사자(使者)」(로얄에이셔틱 소사이어티) <중국> 22년, 서예가 조자앙(趙子昻), 23년 서예가 중봉(中峰〓禪僧) 죽음 <중국> 40년, 삼채토문배(三彩兎紋盃) <페르시아> 이무렵 이스파한의 마드라사 <중국> 43년, 거용관과가탑(居庸關過街塔) 건립 <중국> 화가 황공망(黃公望), 오진(吳鎭) 죽음 <중국> 회성사 광탑(懷聖寺光塔)(廣州) 건립 <중국> 아육왕(阿育王) 사전탑(寺전塔) <중국> 범석범기(梵石梵琦) 묵적 <중국> 예찬(倪瓚) 죽음 <중국> 85년, 재년명(在年銘) 천의 관음목상(메트로폴리탄 미술관) <중국> 93년경, 명태조 효릉(孝陵), 석인석수(石人石獸) 등(南京) <중국> 95년, 서분(徐賁) 「산수도(山水圖)」 오사카 미술관 <페르시아> 『네 친구들』(그리스탄宮 도서관) <중국> 왕불 「추림은거도(秋林隱居圖)」 <페르시아> 사마르칸드의 그르 이 미르 조영 <중국> 이무렵 칠금목조(漆金木彫) 불좌상(佛坐像) (메트로폴리탄 미술관) <중국> 화가 왕불 죽음 | 1312 1318 1320 1350 1352 1362 1365 1366 1373 1377 1384 1388 1392 1393 1394 1397 1398 1402 1403 1404 1412 | 민천사(旻天寺)에 「금자장경서(金字藏經書)」 그리다. 대사사(大思寺)에 「왕궁만타라도(王宮曼陀羅圖)」가 그려지다. 소수서원(紹修書院)의 「안유 상(安裕像)」이 그려지다. 「석가팔대보살도(釋迦八大菩薩圖)」를 그리다. 일명당초문병(日銘唐草文甁)을 굽다. (1352∼1374)「전공민왕필(傳恭愍王筆)」·「천산대렵도(天山大獵圖)」·「조경자사도 (照鏡自寫圖)」·「이어도(鯉魚圖)」가그려지다. 개태사(開泰寺)에 태조의 진영봉안(眞影奉安) (1365∼1374) 정릉명(正陵銘) 청자상감기명(靑磁象嵌器皿) 구워지다. 전등사 향로(傳燈寺香爐)·봉선사성상도(奉先寺星象圖) 도갑사장(道岬寺藏)묘법연화경칠책(妙法蓮華經七冊) 부석사 조사당(浮石寺祖師堂)→「벽화천부상(壁畵天賦部像)」이 그려지다. <1384∼1386) 석왕사(釋王寺) 창건 영부사(令傅寺)보제존자탑지(普濟尊者塔誌)를 새기다. 고려조 멸망(34代王 475年間) 조선왕조 시작 국호를 조선이라 하다. 경복궁 공사 착수 흥인지문(興仁之門??東大門) 완성(現 건물은 1869년에 재건) 숭례문 완성 숭교방대학교사(崇敎坊大學校舍)낙성 고려대장경판 해인사로 옮기다. 호패법 실시, 사원을 정리, 토지와 노비를 몰수 주자소를 두고 계미자(癸未字)를 만들다. 경복궁 준공 경회루 신영(新營). 제릉(諸陵)의 비문 성책(成冊) |

## 1416년~1526년
| 연 대 | 서 양 | 연 대                              | 동 양 | 연 대                                                                           | 한 국 |
| 1416 1417 1422 1423 1424 1425 1426 1430 1432 1434 1435 1436 1440 1444 1446 1450 1455 1459 1466 1471 1472 | 를 제작 피렌체 대성당의 쿠포라 설계에 브르넬레스코를 위촉 마사초, 21세로 의사·약제사 조합에 화가로서 등록되다. 피사넬로, 팔라치오 두카레에서 그림제작 파블리아노 「삼왕(三王)의 예배」(板畵, 우피치 미술관) 마졸리노, 40세로 의사·약제사 조합에 화가로서 등록되다. 도나텔로, 피렌체 대성당의 종루에 「예언자 하바쿡(즈코네)」을 제작하기 시작 기베르티, 피렌체 세례당 동쪽 문(천국의 문)의 제작을 의뢰받고 52년까지 이에 종시 게르치아, 볼로냐의 산 페트로니오 사원의 정면 문 입구 위에 릴리프(『아담의 창조』)를 제작 얀 반 에이크, 부르고뉴공(公) 필립의 궁정화가가 되다. 마사초, 카르미네 사원의 예배당 프레스코 「공전(貢錢)」「낙원 추방」 그에 의하여 회화에서의 르네상스 양식이 확립되다. 28년 죽음 도나텔로, 산타크로체 사원 예배당의 「수태고지」 시테판 로호나, 51년까지 쾰른에서 활약(「성 로렌치우스 사원의 제단화」「마테르누스 예배당(壇畵)」 반 에이크 형제 「간의 제단화」 산 마크르 사원(르앵) 기공 비츠, 바젤의 화가조합에 등록되다. 알베르티, 『회화론』을 저작. 르네상스의 예술 이론의 개척자 마졸리노, 카스틸리오네 오로나세례당에 벽화를 그리다. 안드레아 델 베로키오(∼1486) 출생 이 무렵 첸니노 첸니니 「회화론」제작 미켈로초 설계의 팔라초 디 메디치 조영(∼1460경). 얀 반 에이크 죽다. 비츠 「페테로의 어획」을 그림. 스위스의 사실적 풍경화가 보틸첼리(∼1510), 도나토 브라만테(∼1514) 출생 베르지노, 49년 도메니코 기를란다요 등 출생 이 무렵 예로니무스 보쉬에(∼1516) 출생. 플랑드르의 화가 레오나르도 다 빈치(∼1519) 토스카나 지방의 핀치 마을에서 탄생 이 무렵 그뤼네발트(∼1528) 출생 기베르티, 피사넬로 죽다. 고초리, 팔라초 디 메디치의 메디치가(家) 예배당에 벽화를 그리다(「베들레헴으로의 3王의 행렬」). 레오나르도, 베로키오의 공방(工房)에 들어가다. 이 무렵 한스 메므링, 브뤼제에서 활약 알브레히트 뒤러(∼1528) 출생 보티첼리와 레오나르도, 피렌체의 성 루카 화가 조합에 가입 | 1435 1440 1444 1450 1459 1471 1472 | <중국> 이 무렵 성조(成祖) 장릉(長陵) 석인·석수 등 대비각(大碑閣), 직은전(稷恩殿, 河北昌平) <중국> 베이징 지화사(智化寺) 등 건축 <중국> 46년, 자주요화고려호(磁州窯畵高麗壺) <중국> 청자 대화병(大花甁)(다비드 재단) <중국> 이 무렵 칠보(七寶)구이가 성행되고 남색이 잘 사용되어 경태람(景泰藍)이라 하다. <중국> 주문정(周文靖) 「주무숙애련도(周茂叔愛蓮圖)」 <중국> 심주(沈周) 「구단금화책(九段錦畵冊)」 <중국> 73년, 대정각사(大正覺寺) 금강보 | 1419 1422 1426 1431 1433 1435 1445 1446 1448 1450 1455 1462 1464 1466 1468 1471 | <조선왕조> 궁중용기를 백자만으로 사용. 제기주조(祭器鑄造). 비남장흥고명(毘南長興庫銘),분청명(1415∼1466). 강희안(姜希顔)의 누각도(樓閣圖, 덕수궁 미술관), 누각산수도(樓閣山水圖, 국립박물관) 궐내 상용의 유기(鍮器)를 칠기로 대용 신덕사(新德寺) 극락전(極樂殿) 동조관음좌상(銅造觀音坐像). 후지와라(藤原滿貞), 자기공기(磁器空器) 1천개를 바치다. 광화문 건립 경복궁 문조전. 한산군 이색신도비(韓山郡 李穡神道碑) (1435∼1493) 김시습(金時習) 자화노소이상(自畵老少二像, 부여무량사) 안견(安堅)의 「장송도(長松圖) 훈민정음 반포 안견의 「팔준도(八駿圖)」 안견의 「신제동궁의장(新制東宮儀仗) 도사(圖寫)」 경태원년명(景泰元年銘)의 분청묘지명(粉靑墓誌銘) 발견(鷄龍山, 국립박물관) 혜능통태(惠能通泰) 불국사의 석가삼존과 벽화 <조선왕조> 흥천사(興天寺)종. 여래상·관음·지장보살상 원각사(圓覺寺). 안견의 흑죽도(黑竹圖). 원각사 종. 백토상감분청묘지(白土象嵌粉靑墓誌, 국립박물관) 원각사 백옥불상(白玉佛像) 보신각 대종(普信閣 大鐘). 낙산사 칠층석탑(落山寺七層石塔) 원각사비(圓覺寺碑) |

| 연 대 | 서 양 | 연 대                                             | 동 양 | 연 대                                             | 한 국 |
| 1472 1475 1477 1480 1483 1486 1487 1492 1498 1501 1502 1503 1504 1505 1506 1508 1509 1516 1518 1520 1523 1525 1526 | 루카스 크라나하(∼1553) 출생 미켈란젤로 브나로티(∼1564) 출생 이 무렵 조르조네(∼1510/1511) 출생 티치아노(∼1576) 출생 이 무렵 중부 라인에서 '하우스부흐의 마이스터' 활약 라파엘로 산치오(∼1520) 출생 레오나르도 『암굴의 성모」 그리다. 뒤러, 보르게무트의 공방에 들어감 보티첼리 「수태고지」 그리다. 피에로 델라 프란체스카(1410∼) 죽음. 중부 이탈리아의 도시 알렛초의 성프란체스코 사원의 벽화가 대표작 레오나르도 「최후의 만찬」 뒤러 「요한 묵시록」 이 무렵 「무랑의 화가」「영광의 성모」(무랑 대성당) 미켈란젤로, 「다비드상(像)」의 제작을 시작 브라만테, 로마의 산 피에트로 인몬트리오 사원에 템피에토를 착공 라파엘로 「성모대관」, 레오나르도 「모나리자」 착수 헨리 7세의 예배당(웨스트민스터사원) 기공(∼1519) 레오나르도와 미켈란젤로는 팔라치오, 베로키오의 대회의장에 전쟁화의 경작(競作)을 의뢰받고 착수했으나 쌍방 미완으로 끝나다. 크라나하 「도망의 한때」 이 무렵 '하게나우의 니콜라우스' 조각가로 활약 뒤러, 베네치아의 산 바르톨로메오사원을 위하여 「바라의 성모」그외 미켈란젤로, 율리우스 2세의 의뢰에 의하여 시스티나 예배당의 천장화에 착수 라파엘로, 바티칸궁(宮)의 법왕서명실(法王署名室)에 모자이크풍(風)의 천장 우의화(寓意畵)를 그리고 그 주위 벽화에 「성체의 논의」「아테네의 학당(學堂)」「파르나소스」「삼덕상(三德像)」을 그리다. 보티첼리, 조르조네 등 죽다. 레오나르도, 프랑수아 1세에게 초빙되어 앙보아즈에서 정주, 19년 그곳에서 죽음. 미켈란젤로, 율리우스2세 기념묘비의「노예상」 2점과 「모세」를 완성 티치아노, 성 마리아 프라리 사원의 제단화 「성모 승천」을 그리다. 틴토레토(∼1594), 앙드레아 팔라디오(∼1580) 출생 라파엘로(∼1483) 죽음 홀바인, 「에라스무스의 초상」 뒤러 「측량론」출판 앙드레아 데르 사르트, 코르토나의 성 안토니오 사원에 「성모 승천」을 그리다. 뒤러, 「사성도(四聖徒)」를 뉘른베르크 시회에 기증 그뤼네발트, 농민전쟁에 연좌(連坐)되어 브란덴부르크 대승정의 궁정화가의 자리에 | 1472 1477 1483 1487 1492 1504 1506 1509 1518 1523 | 좌(金剛寶座) 조영(北京) <중국> 철라한상(鐵羅漢像, 스웨덴 게테보르그 박물관) <중국> 심주(沈周) 「칠성회도권(七星檜圖卷)」 <페르시아> 비히자드 「모스크의 내부』(왕립 이집트 도서관) <중국> 91년, 해인사 대적광전 동종(海印寺大寂光殿銅鐘, 陜川) <중국> 곡부문묘규문각(曲阜文廟奎文閣) <중국> 심주(沈周) 「국화금도(菊花禽圖)」 <중국> 남화가 심주(沈周：石田) 죽음 <중국> 정덕정축명(正德丁丑銘) 청자 향로(데이비드 재단) <페르시아> 24년, 비흐자드 죽음 <중국> 벽운사 광금나한상(碧雲寺鑛金羅漢像)(北京) | 1487 1491 1499 1503 1504 1512 1514 1516 1519 1521 | 성화 23년명(成化二三年銘) 분청묘명(국립박물관) 해인사 대적광전(大寂光殿) 동종(銅鐘) (1499∼) 이암(李巖)의 영모삽화(翎毛雜畵)·세묘가응도(細描架鷹圖)·당대도(唐大圖) 경복궁·창덕궁의 내성고축(高築) 원각사를 폐하다. 사장(私藏)의 천도(天圖)를 수입 내장. 한강 부교(浮橋) <이씨조선> (1512∼1559) 사임당 신씨의 백로도(白鷺圖, 덕수궁미술관) 자리도(紫鯉圖). 추초군접도(秋草群蝶圖) 황명정덕구년명 백자호(皇明正德九年銘 白磁壺) 불국사 극락전 벽화 <조선왕조> 황명정덕 11년명 백자호 황명정덕 14년명 백자호 2점 (1521∼) 신세림(申世霖)의 「영모도」(翎毛圖, 덕수궁미술관) |

## 1526년~1581년
| 연 대 | 서 양 | 연 대                                   | 동 양 | 연 대                                                                 | 한 국 |
| 1526 1528 1530 1531 1532 1533 1534 1536 1540 1541 1545 1546 1547 1548 1549 1553 1556 1559 1562 1563 1564 1566 1570 1573 1576 1577 | 서 실각 파올로 베로네제(∼1588), 대(大)피터 브뤼겔(∼1569) 출생 뒤러 죽음. 이 무렵 베로키오 죽다. 코레조, 팔마 대성당의 천장화 「마리아의 승천」을 완성하고, 렛지오의 성 프로스펠로 사원의 제단화 「밤」을 그리다. 미켈란젤로, 메디치가(家) 기념묘비인 「아침」과 「밤」을 완성 티치아노, 볼로냐에 카를 5세의 입상을 그리다. 크라나하, 「비너스」 티치아노, 카를 5세의 궁정화가가 되어 기사로 임명되다. 미켈란젤로, 로마에 정주하고 법황 파울루스 3세로부터 시스티나 예배당의 「최후의 심판」의 제작을 위촉받다. 홀바인, 헨리 8세의 궁정화가가 되다. 이 무렵 엘 그레코(∼1614) 출생 미켈란젤로 「최후의 심판」을 완성 티치아노, 「다나에」「음악가와 비너스」 피에르 레스코, 루브르궁(宮)의 일화(一畵) 개축에 착수 미켈란젤로, 산 피에트로 사원 조형을 인계받다. 틴토레토, 「산 마르코의 기적」을 그리다. 장 구종, 파리에서 분수 조각 「님프」를 제작 첼리니, 「페르세우스」를 제작 미켈란젤로, 「피에타」 제작 조르조 바자리 「이탈리아 미술가 열전(列傳)」 출판, 68년 증보 재판되다. 틴토레토, 팔라치오 도우카레의 장식에 종사, 이듬해 베로네제도 참가 베로네제, 성 조르조 마조레 사원에 「카나의 결혼」을 그리다. 베로네제 「성 세바스티아누스의 순교」를 그리다. 미켈란젤로 죽다. 티치아노 「최후의만찬」을 완성 필리베르 드로름, 튀위르리궁(宮)의 조영을 배명. 이 무렵 토스카나파(派), 나폴리파를 중심으로 마니에리슴 성황하다. 브뤼겔, 「눈 속의 사냥꾼」「성 요한의 설교」를 그리다. 69년 죽음 잔 뷔란, 드로름의 뒤를 이어 튀위르리궁(宮) 조영에 임하다. 베로네제, 산티 조반니 에 파올로 사원의 승원을 위해 「레비 가(家)의 향연」을 그리다. 티치아노(1476경∼) 죽음 피터 파울 루벤스(∼1640) 탄생 | 1530 1536 1540 1548 1556 1559 1570 1577 | <중국> 천단(天壇)의 조영 착공 <중국> 44년, 베이징 외성(外城) 축조 시작 <페르시아> 39년, 아가 미라크 「왕좌에 앉은 호스로우와 실링」, 술탄 무하마드 「실링을 몰래 엿보는 호스로우」(모두 대영박물관) <중국> 가정(嘉靖) 연간, 경덕진(景德鎭)의 요업(窯業)은 성황을 극하고 청화백자(靑華白磁)·적화(赤畵) 외에 금란수(金欄手) 등 호화 화미한 것이 많다. <페르시아> 이 무렵 술탄 무하마드 죽음 <중국> 서예가 문징명(文徵明) 죽음 <중국> 문가(文嘉) 「금산당 서화기(鈴山堂書畵記)」 저작 <중국> 문가 「비파행도(琵琶行圖)」 | 1532 1533 1535 1541 1545 1548 1552 1553 1556 1561 1562 1571 1578 1581 | 독락당(獨樂堂) 경북 월성군 안강읍(現玉山書院) (1533∼) 황집중(黃執中)의 「포도도(葡萄圖)」, (덕수궁 미술관) (1535∼) 이산해(李山海)의「산수묵도」, 광조비(光祖碑, 龍仁)와 이회제 「언적비(李晦齊彦迪碑)」를 쓰다(善書). (1541∼) 박우정(朴雨廷)의 「우죽도(雨竹圖)」(덕수궁미술관)·「묵죽도(墨竹圖)」(국립박물관) (1545∼) 이경윤(李慶胤)의 「송단보월도(松壇步月圖)」,(덕수궁미술관)·「매화도」·「인마도」·「묵죽도」 (1548∼) 윤의(尹毅)의 「산수도일책(山水圖一冊)」, (덕수궁 미술관) 「산수도」(국립박물관) 대흥사(大興寺)종 주조 경복궁 소실 이항복(李恒福)의 화조우마(花鳥牛馬) (1561∼) 이영윤(李英胤)의 「산수도」(국립박물관)·「영우도(翎牛圖)」 8매(덕수궁미술관) (1562∼) 이성길(李成吉)의 「무이구곡도(武夷九曲圖)」 1권(덕수궁미술관) (1571∼) 정홍익(鄭弘翼)의 「포도도」 (1574∼1607) 이정(李禎)의 「산수도」 2책(덕수궁미술관). 장안사벽화 산수 및 천왕상(天王像) (1581∼) 이징(李澄)의 「임장도(林莊圖)」·「노안도(蘆안圖)」·「유정방방도(游艇芳訪圖)」·「금니설봉강각도(金泥雪峰江閣圖)」(덕수궁미술관) 분청묘지명.(1587∼) 오준(吳竣)의「벽응대사비(碧應大師碑)」·이충무공 순 |

## 1581년~1638년
| 연 대 | 서 양 | 연 대                                                  | 동 양 | 연 대                                             | 한 국 |
| 1583 1586 1594 1598 1599 1600 1602 1603 1606 1617 1618 1619 1620 1622 1624 1627 1628 1630 1632 1633 1634 1635 1636 1637 1638 | 볼로냐, 「사빈의 여인 약탈」 제작 그레코, 「오르가스백(伯)의 매장」 완성 니콜라 푸생(∼1665) 출생. 틴토레토 죽다. 조반니 베르니니(∼1680) 출생 디에고 벨라스케스(∼1660) 출생 이 무렵부터 바로크 양식 성황 루벤스 「십자가 세우기」 「가시나무의대관」「책형(책刑)」을 제작 파리 교외의 태피스트리 공장이 루브르로 옮겨지다. 렘브란트(∼1669) 출생 바르톨로메 무리요(∼1682) 출생 루벤스 「데키우스 이야기」, 반다이크 「십자가를 짊어진 그리스도」를 그리다. 벨라스케스, 「마기의 예배」「물나르기」「양치기의 예배」를 제작 샤를 르브룅(∼1690) 출생 루벤스, 뤽상브르궁(宮)의 화랑에 장식(마리 드 메디시스의 생애)에 종사, 25년에 완성 베르니니, 「아폴론과 다프네」 루벤스, 「마기의 예배」, 반 다이크, 「카리그나공(公) 기마상」을 제작 벨라스케스 「필립 3세에 의한 무어인(人) 격퇴」의 화제(畵題) 콩쿠르에서 1등이 되다. 푸생, 「게르마닉스의 죽음」「성 에라스무스의 순교」 제작 루벤스, 마드리드에서 벨라스케스를 알다. 푸생, 「칠비적(七秘蹟)」「화신(花神)의 승리」를 제작 기드 레니, 이르 파리오네의 「로잘리오의 성모」를 제작 렘브란트, 암스테르담에 정주, 「해부학 강의」를 그리다. 반 다이크, 영국에 가서 국왕의 화가가 되다. 풍속화가 페르메르 (∼1675) 탄생 렘브란트 「그리스도 강하(降下)」 「매장」「부활」을 그리다. 루벤스 「에레네상(像)」, 반 다이크 「몬카드공(公) 기마상」을 그리다. 렘브란트, 「가뉘메데스」「탕아의 귀가」 벨라스케스, 「어린 바르타자르」를 그리다. 렘브란트 ,「다나에」「삼손과 데릴라」 제작 벨라스케스 「브레다 성의 함락」 아드리안 반 오스타데, 「훤화(喧화)」를 제작 렘브란트 「삼손의 결혼」「젊은 유대인(人) 부부」(銅版畵) 제작 반 다이크 「프랑스의 앙리에트」「찰즈 1세상」을 그리다. | 1582 1590 1594 1602 1606 1617 1619 1622 1627 1632 1636 | <중국> 82년, 오대산 대탑원사(大塔院寺)의 대탑 완성 <페르시아> 90년, 이스파한의 티히르 스토운, 아리가프궁전(宮殿) 이룩되다. <중국> 94년, 하북성 조현(趙縣)의 제미교(濟美橋) <중국> 만력(萬曆) 연간, 경덕진 재차 성황, 저명한 적화(赤畵)를 산출 <중국> 명 만력동종(明萬曆銅鐘) <페르시아> 16년. 이스파한(수도)에 마스지트 이샤를 비롯하여 대규모의 건축이 건조되다. <중국> 청화자(靑華磁) 운룡문대번로(雲龍文大番爐) <중국> 25년, 대진경교유행중국비(大秦景敎流行中國碑) 발굴 <인도> 인도 미니어처 최성기. 만수르, 아불 하산 등 활약, 또 이 무렵부터 서인도에서 라지푸트 회화가 융성하게 되다. <인도> 타지마할 묘(廟) 조영(∼32년 완성) <중국> 문인화가 동기창(董其昌) 죽다. 예원로(倪元로) 「문석도(文石圖)」를 그리다. 38년 장서도(張瑞圖) 「백의관음도(白衣觀音圖)」, 남영(藍瑛) 「추경산수도(秋景山水圖)」를 그리다. 심양황사(瀋陽黃寺) | 1581 1601 1603 1607 1609 1621 1623 1629 1631 1636 | 신비(李忠武公 舜臣碑)쓰다. (1601∼) 허의(許懿)의 달마(達摩), 백록선인도(白鹿仙人圖), 개성 문묘대성전, 성묘정전(聖廟正殿) 경남 통도사 대웅전 중수, 보현사(普賢寺) 석가사리비(釋迦舍利碑) 신숭겸(申崇謙)의 충렬비(忠烈碑) 궁궐별전(宮闕別殿) 창덕궁(昌德宮)중건 (1621∼) 한시각(韓時覺)의 포대도(布袋圖) 하동(河東) 쌍계사(雙鷄寺)의 대웅전·불상·고승당·팔상전·탑전금당(塔殿金堂)·인조반정(仁祖反正) (1629∼) 남구만(南九萬) 초상화(덕수궁미술관) 경주 오릉(五陵)에 비(碑). 강화에 행궁(行宮). 명(明) 사신으로 갔던 정두원(鄭斗源)이 서양화를 전해오다. 김명국(金明國)의 노선결기도(老仙結기圖)·연강효천도(煙江曉天圖), 창덕궁내 옥천(玉川)에 인조어필(仁祖御筆)석상강(石上刻) 3자 |

## 1639년~1736년
| 연 대                                                                                          | 서 양 | 연 대                    | 동 양 | 연 대                                             | 한 국 |
| 1639 1640 1641 1642 1643 1644 1645 1646 1647 1648 1650 1651 1653 1654 1656 1658 1660 1662 1663 | 푸생 「아르카디아의 목인(牧人)」, 클로드 로랭 「일몰의 항구」「마을 경축일」을 그리다. 피에트로 다코르나, 로마의 바르벨리니궁(宮) 대(大)살롱의 전쟁화를 완성 푸생, 루이 13세의 초청으로 궁정화가에 임명되다. 베르니니, 로마의 피아자 나보나의 대분수를 제작. 루벤스 죽다. 푸생, 수석 궁정화가에 임명, 루브르궁(宮) 화랑의 장식에 착수하였으나 동료의 시샘으로 로마로 되돌아가다. 반 다이크, 도메니키노 등 죽다. 군인 루드비히 폰 지겐, 동판화에서 메조틴트(하프 톤)의 기법을 개발. 기드 레니(1575∼) 죽다. 얀 반 고이엔 풍경화 「강」「여름」「겨울」을 제작 렘브란트, 「젊은 군인과 돈 셈하는 여인」「사스키아상(像)」을 그리다. 로랭, 「에코와 나르키소스」를 그리다. 베르나르도 스트로치 죽다. 무리요 「산 디에고의 포시(布施)」, 벨라스케스 「성모의 대관」을 그리다. 베르니니, 성 마리아빅토리아 사원에 「성 테레사의 법열(法悅)」을 제작. 파울루스 포타 「전원의 정경」 로이스달 「숲속의 작은 집」을 그리다. 고이엔 「바다」, 포타 「황소」, 로이스달 「메즈강(江)의 나루터」, 렘브란트 「목욕하는 수잔나」를 그리다. 프랑스에서 회화·조각의 왕립 아카데미 창설, 필립 드 샹파뉴, 바르드 글라스의 기도소를 위해 「최후의 만찬」을 제작. 렘브란트 「선량한 사마리아인(人)」「엠마오의 순례」를 제작 베르니니, 아리치아궁(宮)을 건축하다. 야콥 요르단스, 「시장의 디오게네스」「성 카타리나의 결혼」을 그리다. 호세 데 리베라, 「양치기의 예배」를 그리다. 레오나르도 다 빈치의 「회화론」의 초판 발행되다. 다비드 테니엘스 「콘데의 초상」, 요르단스 「최후의 심판」을 그리다. 렘브란트 「멱 감기」 「노(老) 유대인의 초상」을 그리다. 코르토나, 판 피리궁(宮) 갤러리의 천장화를 그리다. 렘브란트, 파산선고를 받다. 벨라스케스, 「직녀들」 「라스 메니나스」, 로랭, 「소 사육」을 그리다. 로이스달, 「할렘의 조망(眺望)」을 그리다. 59년 반 고이엔 죽다. 렘브란트, 「자화상」(루브르)을 그리다. 벨라스케스, 자크 살라장, 프란체스코 알바니 등 죽다. 파리에 고블랭의 태피스트리 공장은 루이 14세에 의하여 매수되고 왕립 태피스트리 공장이 되다. 르브룅, 고블랭 공장의 총감독이 되다. | 1643 1646 1651 1652 1657 | <중국> 봉천소릉석수(奉天昭陵石獸), 심양사교(瀋陽四郊) 라만탑(塔) <중국> 왕탁서(王鐸書) 「하경산수도(夏景山水圖)」 <중국> 51년, 동황사(東黃寺), 대전(大殿)·금동불좌상·북해(北海) 라마탑(塔) (모두 北京) <중국> 52년, 서예가 왕탁 죽다. <중국> 기치가 「산수도」 | 1639 1642 1644 1647 1648 1652 1653 1655 1659 1660 | 아도화상(阿道和尙) 사적비(事蹟碑, 善山 桃李寺). 대청황제(大淸皇帝) 공덕비(廣州三田渡). 부산 요로조(釜山窯爐造) 시작 재일(在日) 일광 동조궁(日光東照宮)종 주조 창덕궁 존덕정(尊德亭) 조영 이징(李澄)의 평양병풍도(平壤屛風圖) 가락국 김수로 왕릉비(金首露王陵碑) 석왕사(釋王寺) 대종(大鐘) 취운당대사비(翠雲堂大師碑 鐵原深源寺) 불국사 극락전 후불정(後佛幀) 영력(永歷) 9년명 묘지판(국립박물관) 갑사사적비(岬寺事蹟碑) 영릉(寧陵)에 석지(石誌)와 도지(陶誌) 사용 |

| 연 대 | 서 양 | 연 대                                                                 | 동 양 | 연 대                                                                 | 한 국 |
| 1663 1665 1667 1669 1670 1671 1673 1680 1682 1684 1690 1694 1699 1710 1715 1717 1721 1727 1728 1732 1733 1734 1736 | 르노트르, 베르사유의 대정원 조영에 착수 베르니니, 루이 14세에게 초빙되어 루브르궁(宮) 동쪽 파사드 건설에 임했으나 초석(礎石)을 남기고 로마로 돌아가서 아카데미 창설. 페르메르 「독서」「편지를 읽는 소녀」를 그리다. 베르니니, 산 피에트로 사원의 열주랑(列柱廊)을 완성 렘브란트(1606∼) 죽다. 아르두앵 망사르, 베르사유 조영을 위촉받다. 르브룅, 몸모란시성(城)을 장식, 동 공원은 르노트르의 설계 프랑스 왕립 건축 아카데미 창립 프랑스 왕립 회화 아카데미 회원에 의한 제1회전 개최되다. 베르니니(1598∼) 죽다. 루이 14세 그루사이유로 궁전을 옮기다. 장 앙투안 와토(∼1721) 출생 르브룅(1619∼) 죽다. 프랑수아 지라르동, 리슐리외의 묘를 제작 베를린에 미술 아카데미 창설 망사르(1646∼) 사후, 그가 설계한 베르사유 궁전의 예배당 완성되다. 프랑수아 지라르동, 「루이 14세 기마상」 릴리프를 제작, 이 해 죽다. 와토, 아연화(雅宴畵)의 선구가 됨. 「시테르섬의 출범」으로 아카데미 회원으로 추거(推擧)되다. 와토 「제르상의 간판」을 그림, 이 해 죽다. 그린링 기본스(1648∼) 죽다. 토머스 게인즈버러(∼1788) 출생 장 밥티스트 시메옹 샤르댕, 「가오리」「식기 선반」으로 아카데미 회원으로 추거되다. 호가드 「삼문(三文)오페라」 제작, 게오르크 라파엘 도너 「성 마르틴상(像)」에 착수 장 오노레 프라고나르(∼1806) 출생 장 밥티스트 우드리의 밑그림으로 「루이 15세 수렵도」의 고블랭직 제작 스톡홀름 왕립 아카데미 창설 프랑수아 부세, 「루노와 아르미드」로 왕립 아카데미 회원에 추거되다. 호가스,「방탕자의 편력(編曆)」을 그리다. 또한 바돌로뮤 병원에 「베사이드의 샘」과 | 1664 1668 1674 1683 1690 1694 1699 1712 1714 1715 1723 1727 1731 1736 | <중국> 고대신(顧大申) 「노송비폭도(老松飛爆圖)」 66년 왕시민(王時敏) 「묵화산수도」, 오력(吳歷) 「강남춘색도권(江南春色圖卷)」을 그리다. <중국> 40년대에 경덕진(景德鎭) 관요(官窯)가 재건되어 이 무렵 청조 관요의 기초가 이룩되다. 청화자(靑華磁) 오채(五彩) 외에 흑채(黑彩) 등이 있고 단정한 작품이 많다. <페르시아> 74년, 무인 「리자아바수스의 상」을 그리다. <중국> 85년 자금성(紫金城) 대화전(大和殿) <중국> 화가 운락(운恪) 죽다. <중국> 팔대산인(八大山人) 「안만첩(安晩帖)」을 그리다. <중국> 석도, 「황산도권(黃山圖卷)」을 그리다. <중국> 강희제, 「패문재서화보(佩文齋書畵譜)」 편집시키다. <페르시아> 이스파한의 마다르 이 샤의 마드라사 <중국> 12년, 왕휘(王휘) 「방리당관폭포도(방李唐觀瀑布圖)」(도쿄 국립박물관)를 그리다. 1720년 죽다. <중국> 화가 왕원기(王原祁) 죽다. <중국> 17년, 선교사 카스틸료네(이탈리아人) 오다. (郞世寧이라 칭하다) <중국> 서해사(西海寺), 옹화궁(雍和宮)(北京) 건립 <중국> 연희요(年希堯), 경덕진에 내임하여 지도하다. 이 시대 이후 분채(粉彩)라는 기법이 생겼다. 동년, 귀수(歸綏) 금강보좌(金剛寶座)(綏遠) 조영 <중국> 곡부문묘 대성전(曲阜文廟大成殿) 재건 완성 <중국> 이 무렵 당영(唐英)이 연희요(年希堯)에 대신하여 감도관(監陶官)이 되고, | 1665 1667 1668 1673 1676 1677 1685 1686 1707 1716 1717 1726 1731 1735 | (1665∼1685) 왜국(倭國)으로부터 도공 수명과 화공·조각공 내조(來朝) 직지사(直指寺) 추담대비사(秋潭大碑師碑), 회덕(懷德) 숭현서원비(崇賢書院碑) 공제(恭齊) 윤두서(尹斗緖)의 노승도(老僧圖)(덕수궁미술관), 산수도(덕수궁미술관), 춘풍기마도(春風騎馬圖) 건봉사(乾鳳寺) 종각 겸재(謙齋) 정선(鄭선) 출생. 정선의 입암도(立巖圖)(국립박물관), 「인왕(仁王)제색도」, 기타 많은 화폭이 전해진다. (1685∼) 윤덕희(尹德熙)의 산수도(국립박물관) (1686∼1761) 조영우(趙榮祐)의 암상포금도(巖上抱琴圖, 국립박물관) (1707∼1769) 심사정(沈師正)의 운룡도(雲龍圖)(덕수궁미술관)·맹호도(猛虎圖)·효경산수도(曉景山水圖)(국립박물관), 설중탐매도(雪中探梅圖)와 화수초충도(花樹草蟲圖)(국립박물관) 월저대사비(月渚大師碑), 보현사 동종(銅鐘) (1717∼1792) 김상숙(金相肅)의 수타사(壽陀寺) 서곡대사비(瑞谷大師碑) 평양 종각의 종 주조 천보산(天寶山) 불암사(佛巖寺) 사적비(事蹟碑), 안주(安州) 수륙제(水陸祭)의 사적비 부산(釜山) 내주(래州) 축성비(築城碑) |

## 1736년~1829년
| 연 대 | 서 양 | 연 대                                                            | 동 양 | 연 대                                                                                     | 한 국 |
| 1736 1738 1742 1743 1744 1745 1746 1747 1748 1750 1752 1754 1755 1757 1758 1765 1768 1770 1774 1775 1776 1778 1779 1780 1781 1784 1785 1788 | 「선량한 사마리아인(人)」을 제작 알렉산드로 갈릴레이(1691∼) 죽다. 샤르댕, 「세탁하는 여인」「주문받는 여인」을 그리다. 벤자민 웨스트(∼1820) 탄생 프랑수아 부세, 「욕후(浴後)에 쉬는 디아나」를 그리다. 빅토레 기슬란디(1655∼) 죽다. 호가스, 「당세풍(當世風)의 결혼」을 그리다. 티에폴로,코르나로궁(宮)·레초니코궁(宮)에 장식화를 그리다. 부세, 「화장실의 비너스」를 그리다. 프란스시코 고야(∼1828) 출생 산 수시궁(宮), (베를린 교외 포츠담) 건조 자크 루이 다비드(∼1825) 출생 오레르 메소니에(1693∼) 죽다. 칸탄 드 라 토우르 「퐁파두르 부인」을 그리다. 샤를 앙트안 코와페르(1694∼) 죽다. 장 밥티스트 그뢰즈, 「성서를 설교하는 부친」을 그리다. 토마스 팁펜데르, 「가구도집(家具圖集)」을 출판 빈켈만, 「그리스 미술 모방론(美術模倣論)」 에티엔 모리스 파르코네, 「욕녀(浴女)」를 제작 윌리엄 챔버스, 영국에 중국 취미를 고취 윌리엄 블레이크(∼1827) 출생 상트페테르부르크 미술 아카데미 창립, 티에폴로 「강가(降架)」를 제작 빈켈만 「고대미술사」, 호가드(1697∼) 죽다. 조반니 파울로 파니니(1691/92∼) 죽다. 영국 왕립 아카데미 창립, 조슈아 레이놀즈, 회장(會長)이 되다. 토마스 게인즈버러, 「푸른 옷의 소년」을 그리다. 티에폴로(1693∼), 부세(1703∼) 죽다. 다비드, 로마 대상을 획득 레이놀즈 「어린 보울즈양(孃)」, 게인즈버러 「그레이엄 부인상」을 그리다. 윌리엄 터너(∼1851) 출생 고야, 왕실 태피스트리 공장을 위해 밑그림을 그리다. 토리노 왕립 아카데미 창립 샤르댕(1699∼) 죽다. 프라고나르, 「애천(愛泉)」을 그리다. 장 오귀스트 도미니코 앵그르(∼1867) 출생 앙트안느 우동, 「볼테르상(像)」의 조각을 완성하다. 다비드, 「호라티우스형제의 맹세」를 발표 우동, 워싱턴상(像) 제작을 위해 도미 게인즈버러 죽다. | 1736 1743 1744 1746 1748 1757 1764 1766 1771 1778 1779 1781 1785 | 건륭관요(乾隆官窯)의 화려한 자기를 산출하다. <중국> 36년, 『공정주법(工程做法)』을 출판 <중국> 43년, 당영(唐英) 「도야도설(陶冶圖說)」을 저작 <중국> 당대(唐垈), 낭세령(郎世寧)「춘교열춘도권(春郊閱春圖卷)」(絹本著色, 齊成會) 합작하다. 건륭제(乾隆祭) 「석거보급(石渠寶급)」을 만들게 하다. <중국> 낭세령에게 명하여 원명원(圓明園)에 유럽식 분수지(噴水池)를 만들다. <중국> 금동심(金冬心), 「죽도(竹圖)」(紙本墨畵)를 그리다. <중국> 48년, 서산벽운사(西山碧雲寺) 금강보좌를 조영하다(河北). <중국> 화암(華암), 「추성부의도(秋聲賦意圖)」(오사카 시립미술관) 그리다. <중국> 64년, 영우사(永佑寺) 팔각구층전탑(八角九層塼塔)(熱河承德) <중국> 66년, 카스틸료네 죽다. <중국> 71년, 보타종승지묘(普陀宗乘之廟)(熱河) 건립 <중국> 나한당(羅漢堂) 목조(木彫) 오백나한군상, 수상사(殊像寺) 기사문수상(騎獅文殊像)(모두 熱河承德) <중국> 유리그릇은 강희(康熙)연간부터 만들어지게 되었으나 '건륭 유리'라고 청대의 유리 그릇은 불리고 있다 <중국> 수미복수묘(須彌福壽廟)(熱河) 건립 <중국> 심종건(沈宗騫), 「개주학화편(芥舟學畵篇)」을 저작 <중국> 심종건, 「산수도」 그리다. | 1738 1741 1743 1745 1752 1754 1756 1758 1760 1762 1765 1768 1769 1775 1776 1778 1781 1785 | 경주 석빙고비(石氷庫碑), 묘향산 안국사(安國寺) 사적비 공주 마곡사법당중종 주조. 쌍계사(雙溪寺) 노사나불화상(盧舍那佛畵像) 대폭이 그려지다. 분원자기(分院磁器). 유약(釉藥)을 강원도 양구에서 채취하다. (1745∼1821) 이인문(李寅文)의 강산무진도(江山無盡圖)(덕수궁미술관) 월워월정사(月精寺) 중건사적비(重建事蹟碑) (1754∼1822) 김득신(金得臣)의 추저야압도(秋渚野鴨圖)(덕수궁미술관) 박혁거세비(朴赫居世碑)(경주) (1758∼) 신윤복(申潤福)의 풍속화첩 (1760∼) 김홍도(金弘道)의 풍속화첩(국립박물관). 소선도(簫仙圖)·영모도(翎毛圖, 덕수궁미술관)·신선도 (1762∼) 정약용(丁若鏞)의 매화도(고대박물관) 영변, 보현사 대웅전의 불화(佛畵). 북한산성(北漢山城) 수축 (1768) 이의양(李義養)의 산수도. (1768∼) 장한종(張漢宗)의 어개도(魚介圖)(국립박물관) (1769∼1845) 신위(申緯)의 죽도(국립박물관), 죽도(덕수궁미술관) (1775∼1797) 김덕성(金德成)의 뇌신도(雷神圖)(덕수궁미술관) 규장각(奎章閣) 준공 도갑사(道岬寺) 동종(銅鐘) 한종유(韓宗裕), 김홍도에게 어진(御眞) 각 일폭씩 의뢰 법주사(法住寺) 원통전 동종, 송광사법전(松廣寺法殿) |

| 연 대 | 서 양 | 연 대                                   | 동 양 | 연 대                                                       | 한 국 |
| 1789 1791 1792 1793 1795 1796 1798 1801 1802 1805 1806 1808 1811 1813 1814 1815 1816 1819 1822 1824 1826 1827 1828 1829 | 다비드 「브루투스」를 발표 블레이크 「무구(無垢)의 노래」「세르의 서(書)」를 그리다. 브란덴부르크문(門) 완성, 카를 고트프리트 랑그한스의 설계 테오도르 제리코(∼1824) 탄생 우동의 「워싱턴상(像)」완성 레이놀즈 사망. 웨스트, 왕립 아카데미 회장을 이어받다. 다비드, 「마라의 죽음」을 국민의회에 바치다. 프랑스 왕립 미술 아카데미 폐지 블레이크, 「연민」을 그리다. 장 그로, 나폴레옹의 참모부에 속하다. 고야 「카프리초스」제작. 카미유 코로 탄생 나폴레옹, 이집트 원정에서 미술가·학자를 대동함. 외젠 들라크루아(∼1863) 출생 그로, 「아르콜 교상(橋上)의 보나파르트」를 살롱에서 발표, 앵그르, 로마 대상을 획득 고야, 「마하」2점(착의, 나체)을 그리다. 다비드 「대관식」, 피에르 프뤼동 「조세핀 황후상(皇后像)」을 그리다. 에트와르 개선문 착공, 그로 「아부키르의 싸움」을 그리다. 터너, 「안개 속의 일출(日出)」을 그리다. 고야, 동판화 「전쟁의 참화」연작을 시작(∼1715년), 도미에 출생 그로, 판테온 원천장의 장식화를 위촉받다. 테오도르 루소 출생 이 무렵, 들라크루아, 게랭의 아틀리에에 들어가다. 다비드 「레오니다스」, 제리코 「상처입은 흉갑기병(胸甲騎兵)」을 살롱에 출품, 앵그르 「그랑 오달리스크」, 고야 「5월 2일의 변」「5월 3일의 처형」을 그리다. 이해부터 1848년까지 독일에서 비다마이어 양식 성하게 되다. 베를린 「신수위본부(新守衛本部)」 기공 프리드리히 싱켈의 설계 제리코, 「메듀즈호(號)의 뗏목」을 살롱에 출품 싱켈 「베를린 극장」을 기공(∼1821)하고, 「크로이베르크 기념탑」을 설계 귀스타브 쿠르베(∼1877) 출생 리차드 보닝톤, 파리의 살롱에 수채화를 출품 앵그르 「루이 13세의 맹세」, 들라크루아 「키오스 섬의 학살」을 살롱에 출품, 두 작품을 에워싸고 고전주의와 낭만주의의 의론 비등. 제리코 죽다. 레오 폰 클렌체, 뮌헨의'알테피나코테크'에 착공 앵그르, 루브르의 샤를 10세의 방천장에 「호메로스 예찬」을 그리다. 들라크루아 「사르다나팔의 죽음」 외 11점을 발표. 블레이크 죽다. 고야, 보르드에서 객사 도미에, 최초의 석판화를 만화신문 『실루 | 1792 1798 1805 1806 1814 1815 1816 1827 | <중국> 장종창(張宗蒼), 「산수도」 그리다. <중국> 혜강, 「방대치산수도(방大癡山水圖)」를 그리다. <중국> 서예가 등석여(鄧石如)(篆刻도 능하다) 죽다. <중국> 탕이분(湯貽汾), 「적로문자도(荻盧問字圖)」를 그리다. <중국> 전두(錢杜), 「우산초당보월 시화도(虞山草堂步月詩畵圖)」를 그리다. <중국> 남포(藍浦), 「경덕진도록(景德鎭陶錄)」을 저술하다. <중국> 채가(蔡嘉), 「방예산수도(방倪山水圖)」를 그리다. <중구> 왕학호, 「묵화 산수도」 그리다. | 1786 1791 1794 1796 1798 1801 1805 1808 1811 1816 1825 1827 | (1786∼1856) 완당(阮堂) 김정희(金正喜), 서화에 능하고, 금석학(金石學)의 태두(泰斗)로 유명 (1791∼) 조정규(趙廷奎)의 어개도(魚介圖)(덕수궁미술관) 이순신 신도비(神道碑)(牙山) 수원 성곽의 팔달문(八達門)·화홍문(華紅門). 승가사(僧伽寺)의 석종(石鐘)·석종비 선산(善山) 대둔사(大芚寺) 완화당탑(翫花堂塔). 경주 집경전(集慶殿) 구기비(舊基碑) 수원 화령전(華寧殿) 송광사(松廣寺) 조사당(租師堂) 십육조상정묘(十六租像政描) (1808∼) 이한철(李漢喆)의 화외소거도(花外小車圖)(국립박물관) (1811∼) 남계우(南啓宇)의 추초군접도(秋草群蝶圖)·화선도(畵扇圖)(덕수궁미술관) 완당(阮堂)이 북한산 신라 진흥대왕 순수비(巡狩碑)의 68자를 판독. 영파대사비(影坡大師碑)(永川銀海寺) (1825∼1854) 전기(田琦)의 설경산수도(국립박물관)·산수도(덕수궁미술관) (1827∼1873) 유숙(劉淑)의 화조도·10폭 병풍 |

## 1829년~1903년
| 연 대 | 서 양 | 연 대               | 동 양 | 연 대                                                            | 한 국 |
| 1829 1830 1831 1832 1834 1835 1836 1839 1840 1841 1844 1848 1851 1853 1855 1856 1857 1858 1859 1861 1862 1863 1864 1865 1866 | 엣』에 발표, 존 제임스 오뒤본 수채색 동판화(水彩色銅版畵) 「아메리카의 조류(鳥類)」 435장을 제작 도미에, 만화잡지 「커리커처」의 동인이 되다. 피사로 출생 '뮌헨 국립도서관' 기공, 프리드리히 폰 켈트나 설계 도미에, 석판화 「가르간처」를 발표, 벌금과 금고형에 처해지다. 터너, 「차일드 해롤드의 순례」를 그리다. 마네 출생 드가, 윌리엄 모리스, 제임스 휘슬러 등 출생 그로(1771∼), 센지류에서 투신 자살하다. 에트와르 개선문 완성, 뤼드, 에트와르 개선문에 릴리프 「출발」을 제작 폴 세잔(∼1906), 알프레드 시슬레(∼1899) 출생 밀레의 초상화가 살롱에 초입선되다. 모네, 르동, 로댕 등 출생 앵그르와 들라크루아의 회화상의 대립 심화되다. 르누아르 출생 터너, 「비·증기·속력」을 그리다. 앙리 루소 출생 바르비종파(派)의 코로, 무감사(無鑑査)의 살롱전에서 호선(互選)에 의해서 1등상을 획득하다. 쿠르베, 「돌 깨는 사람들」「마을 처녀들」을 그리다. 터너 죽다. 빈센트 반 고흐, 페르디난드 호들러 등 출생 쿠르베, 자작 40점의 개인전을 열다. 뤼드 죽다. 뒤란티, 아세자, 첼리에에 의한 잡지 『르 레알리슴』 발간 밀레 「이삭 줍기」를 그리다. 「크니도스의 데메테르」 발굴되다. 세간티니 출생 밀레 「만종」을 살롱에 출품, 조르즈 쇠라 출생 마네, 「아브산을 마시는 사람」 살롱에서 낙선, 60년 앙소르 출생 들라크루아, 산 쉴피스 사원의 장식화 완성, 부르델, 마욜 출생 윌리엄 모리스 '모리스 마샬 포크너협회'를 창립 안젤름 포이에르바하 '이프게니에'를 그리다. 앵그르 「터키탕」 완성, 들라크루아 죽다. 마네의 「풀밭 위의 식사」가 살롱의 '낙선자 전람회'에 출품되어 스캔들을 낳다. 로댕, 「코가 찌부러진 사나이」를 살롱에 보냈으나 낙선, 로트렉 출생 마네, 「올림피아」를 살롱에 출품, 악평을 받다. 멘첼, 「쾨니히스베르크에서의 빌헬름 1세의 대관식」을 완성 모로, 「오르페우스」를 그리다. 마네를 중심으로 하는 젊은 화가 피사로, | 1836 1841 1844 1853 | <중국> 비단욱(費丹旭) 「미인도」(絹本淡彩) <중국> 심탁(沈倬), 「관연도(觀蓮圖)」를 그리다. <중국> 화가 전두(錢杜) 죽다. <중국> 화가 탕우생(湯雨生) 죽다. | 1830 1831 1833 1834 1840 1843 1847 1854 1856 1861 1862 1864 1865 | 전주 남문(南門) 루종 주조 창덕궁 개수, 경희궁(慶熙宮) 개건 회령(會寧) 현충사비(顯忠祠碑) 산청(山淸) 문익점 신도비(文益漸神道碑) 송광사(松廣寺) 조사당(祖師堂) 채색 송광사 법당 2.150여간 중건 낙선재(樂善齋). 자하신위(紫霞申緯) 죽다. 청주(淸州) 혜정제비(惠政제碑) 제주(濟州) 계성사(啓聖祠) 제주 삼성혈(三姓穴)에 비. 완당(阮堂) 김정희 죽다. 대동여지도(大東輿地圖) 각성(刻成) 어진도사(御眞圖寫) 완성 선산(善山)금선궁신도비(金宣弓神道碑) 종각(鐘閣) 개건 경복궁 중건, 영건도감(營建都監) 설치. 광화문 상량 |

| 연 대 | 서 양 | 연 대                                             | 동 양 | 연 대                                                                                     | 한 국 |
| 1866 1868 1869 1871 1874 1877 1880 1881 1883 1884 1885 1886 1887 1888 1889 1890 1891 1893 1894 1895 1896 1897 1898 1899 1900 1901 1902 1903 | 시슬레, 드가, 세잔 등 카페 게르보아에 정기적으로 모여서 새로운 그림을 서로 논하다. 칸딘스키 탄생 루이 뒤부아, '자유미술협회'를 조직하다. 베르나르 출생 샤반느, 마르세유 미술관용 벽화를 그리다. 마티스 출생 쿠르베, 파리 코뮌에 참가, 후에 스위스로 망명 루오 출생 인상파 제1회전 개최. 모네의 출품작 「인상, 해돋이」가 인상파의 명칭이 되다. 샤반느, 벽화 「산 주느비에브」(판테온)를 그리다. 밀레 죽다. 르누아르, 「물랭 드 라 갈레트」를 제3회 인상파전에서 발표 로댕, 「청동시대」를 살롱에 보내다. 쿠르베 죽다. 고갱, 인상파 제5회전에 참가 쾰른 대성당(1248년 기공) 낙성 파블로 피카소 출생 모리스 위트릴로 출생 파리에 앙데팡당전(殿) 창립, 모딜리아니 출생 고흐 「감자를 먹는 사람들」, 쇠라 「그랑드 자트의 일요일」을 그리다. 인상파 제8회전(최종전, 르동 참가) 몽티셀리 죽다. 마르크 샤갈, 르 코르뷔지에, 아르키펜코, 뒤샹 등 출생 아를르에서 고갱과 고흐의 공동생활 시작되다. 키리코 출생 파리에 에펠탑 서다. 고갱, 퐁 타방에 체재, 에밀 베르나르, 폴 셀뤼졔 등과 사귀다. 고갱의 미학에 공명한 퐁 타방파라는 그룹이 있었다. 모네 「노적가리」의 연작 시작, 고흐 자살하다. 오십 자킨, 만레이, 마크 토비 출생 고갱, 타히티 도착, 쇠라 죽다. 고갱, 뒤랑 뤼엘에서 개인전 모네, 캐터드랄의 연작 르동, 뒤랑 뤼엘에서 첫 개인전을 갖다. 브뤼셀에서 「자유미학전」개최 벤니콜슨 출생 고갱, 재차 타히티로 향하다 앙드레 마송 출생. 모리스 죽다. 빈에서 세세션 운동 일어나다. 르네 마르그리트, 헨리 무어 등 출생 비아 즐레이 죽다. 세간티니(1858∼), 시슬레(1839∼) 죽다. 이 무렵, 아르 누보 전성. 러스킨(1819∼) 죽다. 프랑스에서 '장식미술가 협회' 창립되다. 로트렉(1864∼) 죽다. 칸딘스키, 뮌헨에서 '파랑크스' 결성 살롱 도톤 창설 | 1867 1868 1880 1882 1884 1888 1894 1899 1902 1903 | <중국> 난징공원(南京貢院) <중국> 대만 조주군(潮州郡) 적산천주당(赤山天主堂) <중국> 진조영(秦租永), 『동음론화(桐陰論畵)』저작 <중국> 영곡사(영谷寺) 궁량전(宮梁殿, 난징) 낙성 <중국> 서예가이자 화가 조자겸(趙子謙) 죽다. <중국> 이화원(신和園, 万壽山 離宮) <중국> 스웨덴인(人) 헤딘, 파미르, 신강(新疆), 티베트 서부를 탐험하다(∼1935년까지 7회) <중국> 러시아인(人) 카즐로프, 몽고 서부, 감숙(甘肅) 서부, 신강을 탐험 <중국> 오오타니(大谷) 탐험대 서역 탐험 <중국> 윈강(雲崗)의 석굴 발견 | 1867 1870 1874 1876 1882 1883 1884 1886 1887 1890 1892 1894 1895 1898 1899 1900 1901 1903 | 한강 철교 가설. 영국인의 설계로 경운궁(慶雲宮) 석조전(石造殿) 기공. 경복궁 근정전 완공. 경회루 상량 경복궁의 광화문·근정전 근정문·교태전·경회루 낙성 개성 선죽교 어필각비 비각(御筆刻碑 碑閣) 경주 인왕리에 상서장비(上書莊碑), 병자수호조악(丙子修好條約) 일본 영사관 건물(仁川) 한성순보(漢城旬報) 발행 김해 가락국 태조능 숭선전비(崇善殿碑), 일본 영사관 신축(부산) 평양 기자능재실비(箕子陵齋室碑) 배재학당교사(培材學堂校舍) 새로운 연와(煉瓦)의 건축물 축조, 노국 공사관(露國公使館) 시공 가톨릭 신학교 헌당(龍山) 갑오경장(甲午更張). 외교구락부건축 시공, 청일전쟁(淸日戰爭) 발발 불국 영사관(佛國領事館) 시공 천주교회당 건축 네덜란드인 화가 보오스가 내조하여 왕·왕자의 초상을 유화(油畵)로 그리다(후에 덕수궁미술관에서 소실되다). 장충단비(奬忠壇碑) 관우찬양비(關羽讚揚碑) 이화여학교사(梨花女學校舍), 전등이 처음으로 가설(서울) 경복궁중건 해인사 고적(古籍)이 이루어지다. |

## 1903년~1941년
| 연 대                                                                                     | 서 양 | 연 대                              | 동 양 | 연 대                                             | 한 국 |
| 1903 1904 1905 1906 1907 1908 1909 1910 1911 1912 1913 1914 1915 1916 1917 1918 1919 1920 | 고갱(1848∼) 죽다. 요제프 호프만 등 '빈 공방(工房)'을 창설 세잔, 살롱 도톤에서 자작 42점을 전관(展觀) 살바도르 달리 출생 '포브' 탄생. 마티스, 블라맹크, 드랭, 루오 등 살롱 도톤에 출품 그들을 '포브'라 부르다. 피카소, 「장비의 시대」시작 드레스덴에서 키르히너, 헤케르 등 '브뤼케' 결성 부르델, 「베토벤 흉상(胸像)」을 만들다. 세잔(1839∼) 죽다. '독일 공작연맹' 결성되다. 살롱 도톤에서 세잔 회고전 브라크, 살롱 도톤에서 「에스타크 풍경」을 발표, 비평가 보크세르, 이것을 '작은 퀴브'라 부르다. 보링거, 「추상과 감정이입」을 발표 피카소, 「분석적 퀴비슴」을 시도하다. 칸딘스키, 뮌헨에서 '신예술가동맹'을결성 마리네티, 「미래파 선언」을 발표 화상 헤르바르트 바르덴 『시트룸』지(誌)를 발행해서 표현주의를 고취하다. 칸딘스키 비로소 비구상적인 수채화를 발표 루소(1844∼) 죽다. 들로네,뒤샹등 퀴비슴의경향을 강화하다. 칸딘스키 등 새로이 '블라우에 라이터'를 조직함 피카소, 브라크, 최초의 파피에 콜레를 시도하다. 그들이 보에시 화랑에서 '섹션도르' 제1회전을 개최하다. 미래파, 파리에서 처음 전람회를 개최하다. 위트릴로, 리보드 화랑에서 처음 개인전. 루이지 루솔로 「음향예술의 선언」을 발표 뉴욕에서 「아모리 쇼우」개최되다. 미하엘 라리오노프 「레이요니슴 선언」을 발표 뒤샹, 「물방아」를 제작 파리에서 첫 레이오니슴 전개되다. 뒤샹 「레디 메이드」발표 카지미르, 말레비치 '쉬프레마티슴 선언'을 발표 영국에 디자인 앤드 인더스트리 어소시에션 탄생 다다이슴 운동 시작 르동 죽다. 몬드리안, 잡지 『데 스틸』 창간 드가, 로댕 등 죽다. 오잔판 등 「퀴비슴 이후」를 출판하여 「퓌리슴」을 선언 발터 그로피우스, 바이마르에 '바우하우스'를 조직 르누아르 죽다. 몬드리안, 파리에서 저서 「신조형주의」 출판 모딜리아니 죽다. 모스크바에서 구성주의 종합전 열리다. | 1904 1905 1906 1908 1909 1910 1911 | <중국> 이 무렵 뤄양 방면의 분묘(墳墓)가 철도 부설공사 때문에 파괴되어, 북조 수당(隋唐)시대의 유품 출토되다. <중국> 독일인 그륜베데르 서역 탐험 <중국> 영국인 스타인, 서역 돈황(敦煌)을 탐험 <중국> 프랑스의 페리오 돈황 천불동(千佛洞)을 조사하고 서역을 탐험 <중국> 단방(端芳) 『도재장 석기(陶齋藏石記)』출판하다. <중국> 한대 칠기를 발견 <중국> 단방(端芳) 죽다. | 1904 1906 1909 1910 1911 1914 1915 1916 1918 1919 | 러일전쟁 발발 위(魏)의 관구검기공단비(母丘儉紀功斷碑) 발견 전국에 걸쳐 고적(古蹟) 조사 최초의 보고서로『한홍엽(韓紅葉)』이 간행되다. 일인에 의해 경복궁·경회루·근정전 등 건물만 남고 철폐되다. 한일합방(8월 29일) 평양 부근 낙랑군 시대 한묘(漢墓) 2기(基) 발굴 한대 칠기 최초 발견 서화미술원(書畵美術院) 고려미술회(高麗美術會) 구조선 호텔 박물관 개관 고적조사위원회 설치 서화협회 결성 서화협회 창설 조선미술회 창설 |

| 연 대                                                                                          | 서 양 | 연 대     | 동 양                                                                                                 | 연 대                                   | 한 국 |
| 1921 1923 1924 1925 1926 1927 1929 1930 1931 1932 1933 1934 1935 1936 1937 1938 1939 1940 1941 | 칸딘스키, 전러시아 예술 과학 아카데미 부회장의 지위를 버리고 조국을 떠나다. 에리히 멘델존 설계의 「아인슈타인 관측탑(觀測塔)」완성 멕시코에서 시케이로스 등 '미술가 신디케이트 선언' 발표 힐데브란트 죽다. 샤갈, 고골리의 『죽은 혼(魂)』의 삽화를 그리다. 브루노 타우트 「색채선언」발표 앙드레 브르통 「쉬르레알리슴 선언」발표 소련에서 크프리아노프 등 만화집단 '크크루이니크시'를 창립 몬드리안, 저서 『새로운 구성』을 출판 오잔판 저 『근대회화』간행 최초의 쉬르레알리슴전(殿), 파리의 피에르 화랑에서 개최, 쿨레, 미로, 에른스트, 키리코, 피카소 등 작품이 전관(展觀)되다. '바우하우스' 데사우로 이전 르 코르뷔지에, 브로뉴의 주택을 완성 모네(1840∼) 죽다. 슈투트가르트에서 국제주택전 열려 그로피우스, 타우트, 르 코르뷔지에 등 참가 뉴욕 근대미술관 개관, 브르통 「쉬르레알리슴 제2선언」을 발표 부르델(1861∼) 죽음 파리에서 국제 추상 미술전 열리다 쥴 파스킨(1875∼) 자살 콜더 『모빌』을 창안하다. 달리, 브뉘엘과 협력해서 영화 『황금시대』를 제작 「엠파이어 스테이트 빌딩」완성 가보, 브랑쿠시 등에 의하여 '압스트락숑 크레아숑' 창립 마티스, 메리옹 미술관의 벽화 완성 나치스에 의하여 '바우하우스' 폐쇄 독일에서 자유미술가의 공직 추방 시작 'ＣＩＡＭ '에서 아테네 헌장 발표되다. 'ＣＩＡＭ '은 근대건축국제회의의 약칭, 1928년 그로피우스 등에 의하여 결성되다. 뉴욕에서 '기계예술전' 열리다. 피카소 「투우」의 시리즈 제작 달리,『비합리의 정복』을 출판. 패러너이애클리틱의 이론화에 열중하다. 리베라, 멕시코 중앙정청의 벽화 「멕시코, 오늘과 내일」을 완성 월레스 하리슨 등 「록펠러 센터」(뉴욕)를 건설 피카소 「게르니카」발표. 나치스, 자유미술가의 작품 압수하고 '퇴폐예술전(殿)'개최 파리에서 국제 쉬르레알리슴 전 열리다. 브루노 타우트 죽다. 파리에서 살롱 드 레알리테 누벨 제1회전 열리다. 나치스 '퇴폐예술전'의 작품을 경매에 붙이다. 화상 보라르 죽다. 몬드리안, 뉴욕에서 「브로드웨이 부기 우기」를 제작. 달리, 레제 등 도미 파리에서 '프랑스 전통 청년 화가전' 개최. 에른스트, 샤갈 등 도미 | 1928 1940 | <중국> 은허(殷墟)의 발굴 개시 <중국> 장자오훠(蔣兆和), 전통적인 기법의 수묵화 「유인도(流人圖)」 완성 | 1921 1922 1923 1928 1931 1935 1937 1938 | 서화협회전·서화협회보 제1회 조선 미술전람회 개최 토월미술연구회 고려미술회 오세창, 『근역서화징(槿域書畵徵)』 간행 개성박물관 개관 경복궁 산업박람회 목일회(牧日會) 백우회(白牛會) 덕수궁 미술관 개설 |

## 1942년이후
| 연 대 | 서 양 | 연 대 | 동 양                                                                               | 연 대                                                                                     | 한 국 |
| 1942 1943 1944 1945 1947 1948 1949 1950 1952 1953 1954 1955 1956 1958 1959 1960 1961 1962 1963 1964 1965 1966 1967 | 브르통, 에른스트등 잡지 『ＶＶＶ』를 창작 수틴 죽다. 마욜, 뭉크, 칸딘스키, 몬드리안 죽음 파리에서 '살롱 드 메'제 1회전 열리다. 샤갈, 오페라 무대장치를 제작 파리 근대미술관 개관, 베르나르 뷔페 제1회 개인전 파리의 마그 화랑에서 국제추상조각전 개최. 제24회 베네치아 비엔날레 국제전에서 브라크, 헨리 무어, 샤갈 등 수상 마티스, 반스예배당 장식을 제작 제25회 베네치아 비엔날레 국제전에서 포브·퀴비슴·미래파 등의 회고전. 런던에서 제1회 국제 디자인 회의 열리다. 폰타나 '공간주의·기술선언'을 발표 파리에서 'ＣＯＢＲＡ'의 전람회 개최 미셀 타피에 '앵포르멜' 조직. 르 코르뷔지에의 설계에 의한 마르세유의 공동주택 완성 피카소, 「전쟁」「평화」의 대작 로마에서 발표 파리에서 앵포르멜전 개최. 드랭, 마티스 죽다. 샤를 에스첸스에 의하여 '타시슴'주창되다. 보도사진가 캬파 폭사 베른에서 타시슴전 개최 위트릴로, 레제, 탕기 죽다. 마리 로랑생(1885∼), 잭슨 폴록(1912∼) 죽다. 아란 카프로우 해프닝을 시작 파리 청년 비엔날레 제1회전 개최 파리에서 '시각(視覺)예술 탐구' 그룹(로시, 바르크 등 6명)을 결성, 피에르 레스타니, 밀라노에서 '누보레알리슴 선언'을 발표 미국에서 '네오 다다'의 운동 일어나다. 암스테르담과 스톡홀름에서 '키네틱 아트'의 대종합전이 열리다. '팝 아트' 일어나다. 비용(1875∼), 브라크(1882∼) 죽다. 베네치아 비엔날레 국제전에서 라우션버그 수상 옵티컬 아트 유행하다. 뉴욕 근대미술관에서 '레스폰시브아이'전 개최 라우센버그 'ＥＡＴ(예술과 테크놀러지의 실험'을 조직 J.휘토니, '컴퓨터 아트' 제작 국제적인 미술잡지 '과드럼'이 제20호로 폐간을 선언하다. 서독에서 호르스토 얀센이 전시회를 열다. 전 세계 65개국의 미술가들이 참가한 상파울루 비엔날레에서 최우수 작품상이 영국의 조각가 리차드 스미드의 '1년 반일'에 주어지다. 피카소 85세 기념 대회고전(프랑스), '다다 16∼66'전이 다다 탄생 50주년을 기념하여 열리다(프랑스). 마네 회고전이 마네가 인상주의의 선구로 | 1956  | 예술과 학술활동의 활성화를 위한 '백화제방(百花齊放)'·백가쟁명(百家爭鳴)의 방침 발표 | 1945 1946 1947 1949 1950 1952 1954 1955 1956 1957 1958 1959 1960 1961 1962 1963 1965 1966 | 조선미술 건설본부 창설 대한미술협회 창설 조선공예가협회 독립미술협회 창립 조선 미술가 동맹 조선 조형예술 동맹 조선 조각가협회 조선 공예가협회 미술문화협회 신사실파 녹미회 미술협회 대한민국미술전람회 제1회 미전 개막 기조동인회 예술원 개원 공예작가 동인회 창립 한국 미술가협회 백우회 한국수채화협회 창립 현대미술협회 창립 창작미술협회 창립 신조형파 창립 백양회 창립 대한미술교육회 창립 현대작가 초대공모전 한국판화협회 신기회 목우회 동방연서회 한국건축가협회 묵림회 60년미술협회 한국응용미술가협회 난정회(蘭亭會) 2·9 동인회 앙가쥬망 동인회 한국미술협회 악뒤엘회 신상회(新像會) 문화자유회의 초대전 판화 5인회 신수회(新樹會) 청토회(靑土會) 낙우회(駱友會) 한국서예가협회 서울일요화가회 한국미술평론가협회 상공미술전 국제사진 살롱전 |

| 연 대                                             | 서 양 | 연 대 | 동 양                         | 연 대                                             | 한 국 |
| 1967 1968 1969 1970 1971 1972 1973 1974 1975 1976 | 활약한 지 100년이 되어 그의 작품과 현대의 회화를 대조하여 열리다(미국). 렘브란트와 그 시대전, 파울 클레 회고전(미국) 런던의 그림 경매장에서 피카소의 유화 『어머니와 아들』이 19만 파운드에 팔리다. '사이키델릭 아트'라는 새로운 경향이 나타나다. 국제미술전 중에서 가장 오래되고 최대의 규모인 베니스 비엔날레 전이 68년 6월 22일 개막, 10월까지 계속할 예정이던 것이 이탈리아 학생들의 반대운동으로 도중에 폐쇄되다. 영국의 저명한 미술평론가 허버드리드 6월에 사망 서독 현대미술의 훌륭한 이해자 빌 그로만 5월에 사망 미국의 탁월한 미술사가 파노브스키 교수 3월에 사망 '예술가 기술'(ＥＡＴ)전 미국의 브루클린 미술관에서 열리다. '에로틱 예술' 제1회전 스위든 덴마크에서 열리다. 제6회 '파리 비엔날레' 파리 시립현대미술관에서 열리다. '공간주의'의 화가인 이탈리아의 루치오 폰타나 사망 소련의 화가 세르주 폴리아코프, 파리에서 심장마비로 사망 '19세기의 미국미술전'뉴욕의 메트로폴리탄 미술관에서 열리다. 티에폴로의 200년 기념전이 케임브리지의 포그 미술관에서 열리다. 'N-디멘션 공간'전이 핀치 대학 미술관에서 열리다. '예술과 기술'전이 오사카 액스포 70의 미국관에서 열리다. '폴란드 미술-1000년'전이 런던의 로얄 아카데미에서 열리다. 현대미술전이 이탈리아의 밀라노에서 열리다. 제7회 '파리 비엔날레', 한국 등 50여 개국 출품 제36회 '베니스 비엔날레' '프랑스 현대미술 12년 전' '제8회 도쿄 판화 비엔날레' 한국 등 46개국 참가 '제8회 파리 비엔날레' 국가별 참가에서 개인별 초대로 변경 '미로의 현대회화전'(파리) '빌헬름 렘부르크 조각전시회'(런던) '제1차 세계대전 시기 활동작가전'(미국 콜럼비아대학) '지아코모 만주, 대규모 조각전'(로마) '나이지리아 하우사(Hausa)족 목판글씨 전 | 1976  | <중국> '문화대혁명' 체제 붕괴 | 1967 1968 1969 1970 1971 1972 1973 1974 1975 1976 | 구상회 한국미술대상전 한국민속공예대전 한국화회 한국현대판화가 협회 현대공간회 한국사진작가회 한국 아방가르드 협회 제3 조형회 한국현대조각회 전국 대학미술전 불교미술공모전 국제판화전 비엔날레 대한민국건축 및 사진전람회 현대판화 그랑프리 홍익조각회 '한국 근대미술 60년 전'(국립현대미술관) 제1회 '앙데팡당전'(국립현대미술관) 제2회 '서울국제판화비엔날레' 31개국 참가(국립현대미술관) '한국명화 근5백년 전'(국립박물관) 국립현대미술관, 덕수궁 석조전으로 이전 개관 '한국현역작가 100인전'(국립현대미술관) '피카소 특별전'유화 10점 외 94점(조선일보 주최) '세계의 여성' 사진전, 서울과 부산에서 열리다(서독 슈테른기획). '한국미술 5천년 전' 일본 교토·후쿠오카·도쿄 등지에서 개최 |

| 연 대               | 서 양 | 연 대     | 동 양 | 연 대                                             | 한 국 |
| 1979 1982 1986 1987 | 시회' 제1회 '국제 드로잉전'이 포르투갈의 리스본에서 열림 '국제판화전'이 영국 브래드로드미술관 주최로 열림 '살롱 드 콩소에전'에 한국관이 특설 파리에 오르세미술관 개관 '비엔나 1900 회화·건축·디자인전'이 뉴욕근대미술관에서 열림 독일의 조각가 요셉 보이스 사망 미국의 화가 조지아 오키프 사망 서독 쾰른시립미술관 개관 미국 로스앤젤레스 현대미술관 개관 벨기에의 화가 '르네 마그리트의 회고전'이 스위스 로잔의 에르미타르에서 열림 '장 팅겔리 회고전'이 이탈리아 베네치아의 그리치관에서 열림 | 1976 1982 | '백화제방·백가쟁명'을 제창하는 구호가 드높아짐. 다양한 형태의 풍경화·인물화 등장 제8차 아시아사진예술단체 연합회 총회(한국에서) | 1977 1978 1979 1980 1981 1982 1983 1984 1985 1986 | 신안 앞바다에서 송·원대 유물 8,432점 인양 '의재 허백련 추모전'(신문회관) '수화 김환기 회고전'(현대화랑) '이항성 판화 유럽 순회전' 한국화랑협회(韓國畵廊協會) 발족 제1회 '동아현대미술제' (동아일보 주최) 제1회 '중앙미술대전' (중앙일보 주최) 제5회 '한국미술대상전' '국전역대수상작품전'(국립현대미술관) 문예진흥원 미술회관 개관 '동경국제판화비엔날레전'에서 주옥선, 이우환이 수상 『선미술』『미술춘추(美術春秋)』출간 제1회 '국제미술교류전'(세종문화회관 전시실) '한국판화·드로잉대전'이 국립현대미술관에서 개최 제5회 '전승공예작품전'(민속박물관 9월, 부산시립박물관 10월) 현실과 발언의 창립전, 문예진흥원 미술회관 대관 최소 화가 김병림, 국내 최초로 판화공장 개관 '드로잉·81전' '한국현대미술 전람회'(서독에서 열림) '한국판화·드로잉전'이 미국 순회 전시에 들어감 호암미술관 개관 국전 폐지, 대한민국 미술대전·현대미술초대전 출범 제1회 대한민국 미술대전(국립 현대미술관) 제1회 현대미술초대전(국립현대미술관) 국제 드로잉전에서 윤익영이 대상을 수상 '임술년, 구만팔천구백구십이에서' 창립 '실천그룹에스파그륩-끓는 혼' '미술동인-두렁인간 그 어디에시대정신전' 창립 민중미술 계통인 '삶의 미술전해방 40년 역사전'이 열림 백남준, '굿모닝 미스터 오웰' 연출 경찰이 '20대 힘전' 전시작품 철거, 작가 구속으로 민중미술이 사회문제로 대두 민족미술협의회 창립총회 남관 화백 작품 20점이 사기극에 말려 증발소동 국립현대미술관 개관(8월, 과천) 한불수교 100주년을 기념하는 '서울·파리전'이 열림 |

| 연 대                    | 서 양 | 연 대 | 동 양                                | 연 대                    | 한 국 |
| 1987 1988 1989 1990 1992 | '제8회 도큐먼트전'이 서독 카셀에서 열림 '샤갈 회고전'이 모스크바의 푸슈킨미술관에서 열림 이탈리아의 화가 '폰타나 회고전'이 파리의 국립근대미술관에서 열림 미국의 화가 앤디 워홀 작고 앙드레 마송, 장 엘리옹이 파리에서 작고 '스텔라 회고전'이 뉴욕근대미술관에서 열림 '앤드류 와이어스의 헬가 시리즈전'이 워싱턴의 내셔널 갤러리에서 열림 '안제름 키파전'이 뉴욕에서 열림 '말레비치전'이 소련의 레닌 그라드, 모스크바, 암스테르담을 순회 전시 미셀 바스키아 사망 살바도르 달리 사망 사진계의 제1인자 로버트 메이플소프 사망 백남준, '에드거 앨런 포'전 카셀 도큐멘타전 열림(독일) | 1993  | 한·중 미술협회 교류전 열림(서울에서) | 1988 1989 1991 1992 1993 | 문공부, 외국미술인 작품 수입허용 발표 납·월북 미술인 작품 해금 '세계현대미술제' 개최(서울올림픽 조직위원회 주최) 일부 서예가들 미협 탈퇴, 한국 서예협회 창립 걸개그림 작가들 국가보안법 위반 혐의로 구속 천경자의 「미인도」 위작 시비 이세득·윤명노·김상유 등 중견 작가들이 근작전을 가짐 곽인식 2주기 회고전, 허백련 탄생 100주년 회고전, 남관 회고전, 전국광 유작전, 장욱진 1주기 추모전 등 회고전 형식의 전시회가 많았음 석남 미술상 수상작가전(임오상·김인겸·권여현 등) 김아영·김승희 금속공예전 '한국 현대미술의 한국성 모색전'이 한원 갤러리에 의해 기획, 개최됨 '앵포르멜 이후의 비정형 미술전', 조선일보 미술관 '한국 현대 회화전', 호암 갤러리 석남 미술상, 권여현 수상 1회 민족미술상, 신학철 수상 1회 월전미술상, 오용길 수상 김세중 조각상, 본상에 최만린과 청년작가상에 신현중이 수상 이중섭 미술상, 최경한 수상 석주 미술상, 정보원 수상 서정태가 인도트리엔날레에서 수상 현대 조각가 김정숙 타계 92년도 독일 카셀 도큐멘타전에 육근병이 초대됨 영국 데이트 갤러리에 한국 작가 6인이 초대됨 서예대전 부정사건으로 14명의 관계자가 구속됨 이중섭 작품의 진위 시비 서울 현대미술 연구소(소장 이일), 한국 근대미술사학회(회장 윤범모) 발족 이중섭 미술상, 이만익 수상 오지호 미술상, 임직순 수상 석남미술상, 김선두 수상 월전미술상, 김보희 수상 민족미술상, 황재형 수상 토탈 미술대상, 김춘수 수상 석추미술상, 이숙자 수상 고고미술 사학자 김원용 박사, 한국화가 안상철, 서양화가 이남규·김홍석· |

| 연 대 | 서 양                                                                                | 연 대 | 동 양                                               | 연 대          | 한 국 |
| 1994  | 파리 퐁피두센터, '한계를 넘어：예술과 삶'(1952∼1994殿) 제22회 상파울루 비엔날레 열림 | 1994  | <중국> 북경 교감 미술제 개최 <인도> 트리엔날레 열림 | 1993 1994 1995 | 박현규·전통공예가 지순택·유근형, 서예가 황욱·고봉주·이기우씨 타계 한중 미술협회 교류전, 플럭서스 서울전(예술의 전당) 포스트 모던 4인전(호암 갤러리) 휘트니비엔날레(국립현대미술관) 샤갈·로댕·클로델·콜더·스텔라·리차드 롱·술라주 등 근현대 미술의 거장들 개인전 김환기 80세 기념전, 이칠이 유작전, 김기창 팔순 회고전 등 회고전 성격의 개인전이 많이 열림 93년 '책의 해' 선정과 관련, '미술 속의 책-책 속의 미술', '김환기 장정과 삽화','언어·기호·책·예술전', '마음으로 보는 감동, 눈으로 읽는 감동', '한국 출판 미술대전' 등 책을 소재로 한 전시회가 성황리에 열림 목암미술관, 마산의 문신미술관 등 새로운 미술문화공간이 세워짐 '민중미술 15년 전'(국립 현대미술관) 월간『미술』창간 5주년 기념 전시회가 곳곳에서 열림. '현대미술 40년의 얼굴', '고암 이응로 5주기전', '월전 회고 80년 전'(호암 갤러리), '한국 현대 도예 40년 전'(국립 현대미술관) '김환기 20주기 회고전'(환기) 동학 100주년 기념 전시회, '동학 농민혁명 100주년 기념전', '새야 새야 파랑새야' 외국 작품 전시회, '앤디 워홀전'(호암 갤러리), '피스톨레토전', '카르티에 소장품전'(국립 현대미술관), '독일 현대 미술의 파워', '휴먼, 환경, 그리고 미래전'(경주 선재미술관) 제22회 상파울루 비엔날레에 김영원, 신현중, 조덕현 참가 카뉴 국제 회화제에 홍석창, 석란회 참가 인도 트린엔날레에 박향률 등 13명이 참가 수원의 실험미술 그룹 킴아트는 북경 교감미술제에 초대받아 퍼포먼스와 설치미술전을 가짐 '프랑스 현대작가 초대전'이 광주에서 열림 이중섭 미술상, 김경인 수상 오지호 미술상, 이준 수상 석남 미술상, 이수홍·강애란 수상 토탈 미술대상, 신현중 수상 석주 미술상, 김승희 수상 선 미술상, 김병종 수상 공산미술제 대상, 이호철·조성호·신경희 수상 서양화가 박영선·김원·박석호·김충선·정찬승, 공예가 김봉룡 타계 문체부가 '미술의 해'로 지정함 베니스 비엔날레 100주년 기념전에 한 |

| 연 대          | 서 양 | 연 대 | 동 양                                                                                                 | 연 대          | 한 국 |
| 1995 1996 1997 | 러시아, 에르미타주 미술관 특별 전시회(세잔·쿠르베·마티스·모네·피사로의 작품 공개) 파리 퐁피두센터, '프랑쿠지'전 파리시립현대미술관, '샤갈' 전 그랑팔레, '세잔'전 네덜란드 게멘트미술관, '몬드리안의 50주기 회고전' 에스파냐 마드리드, '살바도르 달리 회고전' 독일 본 미술관, '요셉 보이스'전 뮌헨 미술관, '칸딘스키 회고전' 아프리카 고대미술품 첫 공개, 벨기에 브뤼셀 왕립중앙 아프리카 박물관, '테트브렌 박물관의 숨겨진 보물들' 메지스 비엔날레 100주년 기념전 개최 제49회 베니스 비엔날레 개최 제21회 파리 비엔날레 열림 | 1995  | <일본> 미로 예술관 컨템퍼러리 아트센터, '심상의 영역전' <일본> 나고야 시립 미술관, '한·일 현대미술전' | 1995 1996 1997 | 국관 개관 설치미술(인스톨레이션)이 국내외적으로 크게 확산 제1회 광주 비엔날레 개최. 2개월 동안 관객 163만 명 돌파 서울 판화미술제에 340여 명의 국내외 작가 참여 이중섭 미술상, 김한 수상 오지호 미술상, 이대원 수상 월전 미술상, 김대원 수상 석주미술상, 홍정희 수상 석남미술상, 김범 수상 전수천이 베니스 베엔날레에서 특별상 수상 서양화가 유경채·김영주, 조각가 문신 타계 '박수근 30주기전', '장욱진 회고전' 열림 백남준, 재미화가 김보현, 재불화가 이성자 등 대규모 전시회 조지 시걸·보르프스키·제임스 로젠퀴스트·게르하르트 리히터·짐 다인 등 유명 외국작가의 개인전이 많이 열림 영상매체를 활용한 테크놀러지아트가 젊은 작가들 사이에 확산 ＳＩＡＦ(서울 국제 미술제) 행사와 파리 국제 미술 견본시(ＦＩＡＣ) 행사 열림 '한집 한 그림 걸기' 캠페인 '올해의 작가'에 무대예술가를 선정한 것이 빌미가 되어 국립현대미술관과 한국 미술 평론가 협회간의 순수미술 논쟁이 가열됨 조선시대 백자 철화용문 항아리가 뉴욕 크리스티 경매에서 63억원에 낙찰된 사건이 벌어짐 '뒤러와 동시대 작가 판화전' 열림 '간송 추모 특별전'이 간송 미술관 주최로 열림 '서울시 자치 1주년 기념 도시와 영상전'이 서울시의 기획으로 열림 '한국의 누드미술 80년 전', '몽유도원도와 조선 전기 국보전', '다빈치에서 현대문명으로 전' 등 특이한 전시회가 열림. '요셉 보이스전' '보테로전' '강익중전' 'TV전'이 많은 관심 속에 열림 '세자르전', '임영선전', '김종학전', '김영진전' '문인수전' '홍순모전' '이종구전' '황영성전' '전항섭전' '문봉수전' '최욱경전' '김희자전' '아트 앳 홈전' '라이만과 존 챔벌레인전' 등 많은 작가들의 개인전과 기획전이 열림 '프랑스 설치작가 8인전', '바우하우스의 화가들－모더니즘의 정신전' 등 기획전 다수 열림 제2회 광주 비엔날레 개최 강익중, 베니스 비엔날레에서 특별상 수상 청전 이상범전(호암 갤러리), 고암 이응로전(가나화랑·갤러리 현대) 등 작고작가 회고전이 열림 |

| 연 대 | 서 양                                                                                       | 연 대 | 동 양 | 연 대 | 한 국 |
|       |                                                                                             |       |       | 1997  | 볼탕스키전(국립현대미술관), 중국 현대미술의 단면전(경주 선재미술관), 카르티에·브레송 사진전(동아갤러리), 사진예술 160년 전(호암갤러리), 토니 크랙전(국립현대미술관) 등 외국작가전이 열림 |
| 1999  | 가셰박사의 소장품 전시회(파리 그랑 팔레미술관)에서 고흐 그림의 진위여부에 대한 논란이 일다. |       |       | 1999  | 이중섭 특별전(갤러리 현대) 열림 |
| 2000  | 피카소 조각전(파리 퐁피두 미술관) 열림                                                      |       |       | 2000  | 백남준 회고전(구겐하임 미술관) 열림 |
| 2002  | 초현실주의 화가 겸 조각가 로베르토 마타 타계                                                |       |       | 2002  | 운보 김기창 1주기전(국립현대미술관) 열림 |
| 2003  | 제50회 베니스 비엔날레 개최                                                                 |       |       | 2003  | 청강 김영기 5월 1일 별세 서양화가 임완규 10월 7일 별세 |